# Strana zelených
Strana zelených (zkratka Zelení, dříve SZ) je česká středolevicová zelená politická strana. K základním programovým dokumentům strany patří mj. Charta globálních zelených a Charta Evropských zelených.
Strana zelených vznikla krátce po listopadové revoluci na podzim 1989, poprvé získala poslanecká křesla v roce 1992. Většího významu a výraznějšího vlivu na veřejnou debatu v ČR se dočkala až kolem roku 2002, kdy do ní masově vstoupili lidé z prostředí ekologických občanských iniciativ, kteří ji do té doby ignorovali. Na podzim 2004 získala podruhé parlamentní zastoupení, když byl do Senátu PČR v Praze 10 za Zelené zvolen nestraník Jaromír Štětina.
Ve sněmovních volbách v roce 2006 Zelení poprvé přesáhli 5% hranici, která je potřebná pro vstup strany do Poslanecké sněmovny, kde nakonec zasedlo 6 poslanců. Zelení se stali součástí středopravicové druhé vlády Mirka Topolánka, ve které zastávali čtyři ministerské posty. V následujících sněmovních volbách v roce 2010 Zelení své zastoupení v Poslanecké sněmovně neobhájili, avšak již ve volbách do Senátu v roce 2012 byli zvoleni dva senátoři, a Zelení se tak opět stali parlamentní stranou. Tou byli do senátních voleb v roce 2022, kdy mandát senátora již po 1. kole neobhájil Petr Orel.
Strana má k roku 2023 přibližně 950 členů, z toho přibližně čtvrtinu v Praze. Strana má ve vrcholných orgánech i na kandidátních listinách vysoký podíl žen.
Zelení jsou řádným členem Evropské strany zelených a Global Greens.

## Politická orientace
Některé ekonomické názory Strany zelených lze chápat jako liberální (podpora osobních svobod jednotlivce a lidských práv, mírné snížení přímých daní a vedlejších nákladů práce jako sociální pojištění, zefektivnění úřadů, dodržování právního státu a ochrana demokracie), další jako levicové (podpora progresivního zdanění, úloha státu v regulaci aktivit poškozujících životní prostředí a prosazování trvale udržitelného rozvoje). Martin Bursík před volbami 2006 odmítal uvést preferovaného koaličního partnera se slovy „nejsme pravicoví ani levicoví, ale zelení“; Po vstupu Zelených do středopravicové vlády ODS se však zařazení strany na pravolevém spektru stalo předmětem rostoucích sporů, nicméně v následujících letech se strana zřetelně posunula ke středolevicové politice typické pro evropské zelené strany.

### Ideová orientace
Strana zelených si dle svých stanov (schválených v roce 2003) zejména klade za cíl svou politikou prosazovat:
- vybudování ekologicky a sociálně udržitelné společnosti,
- co nejvyšší kvalitu demokracie s co největší mírou zapojení veřejnosti do rozhodování,
- důsledné dodržování mezinárodních smluv o lidských právech,
- ochranu práv sociálních, etnických, kulturních i jiných menšin,
- rovnoprávnost mužů a žen,
- globální odpovědnost a solidaritu vůči potřebným zemím,
- sociální spravedlnost a sociální solidaritu,
- zvyšování vzdělanosti a kulturnosti.

Hlavní programové body Zelených ve volbách 2021 byly:
- Ochrana klimatu a modernizace české ekonomiky. Ta by měla být založena na využívání k přírodě ohleduplných zdrojů, na vzdělanosti a podpoře vědy a výzkumu. Ekonomické nástroje musí zvýhodnit ekologicky šetrné postupy před nešetrnými, podporovat inovace a musí nejen snižovat emise skleníkových plynů, ale také nerovnosti ve společnosti. Významně chtějí Zelení změnit dopravu, kde usiluje o přenesení nákladní dopravy na železnici, zvýhodnění veřejné dopravy před individuální nebo zrovnoprávnění automobilismu s cyklistickou a pěší dopravou. Zelení podporují klimatickou neutralitu a odklon od fosilních paliv, včetně ukončení těžby a spalování uhlí v Česku co nejdříve, nejpozději do roku 2030. Podporují také postupnou modernizaci průmyslu a snížení snížení emisí skleníkových plynů, odmítají výstavbu nových jaderných elektráren a prolomení limitů těžby uhlí v severních Čechách. Tvrdí, že nejlevnější energie je taková, jaká se vůbec nevyrobí, tj. že největší potenciál je v úsporách.[26] V roce 2008 zavedli Zelení ve vládě program Zelená úsporám, který podporuje energetické úspory a obnovitelné zdroje pro domácnosti.
- Ochrana životního prostředí, vody a obnova krajiny. Podle Zelených jsou živá příroda, pestrá krajina a čistá voda základní podmínkou pro život. Krajinu je třeba důsledně chránit a tam, kde je to potřeba, ji vracet do původní nebo přírodě blízké podoby, aby dokázala odolávat následkům změn klimatu. Stejně důležité je efektivně využívat přírodní zdroje, skoncovat s nadprodukcí odpadů a měnit zemědělství na ekologicky šetrné.
- Rovné postavení mužů a žen. Zelení chtějí odstraňovat nerovnosti, zejména vytvořit rodinám dostatečnou podporou pro péči o děti v podobě vyšší dostupnosti zařízení předškolní péče nebo podporou zkrácených úvazků. Podle Zeleních musí mít matky musí mít možnosti mnohem lépe skloubit mateřství s prací, otcům zase chtějí umožnit trávit více času se svými dětmi a zapojovat se do otcovství a péče. Chtějí také odstraňovat nerovnosti v odměňování mužů a žen nebo lépe chránit oběti sexuálního násilí.
- Otevřená společnost s důrazem na rozvoj demokracie a lidských práv a svobod: Zelení podporují manželství pro všechny a další odstraňování diskriminace queer osob. Prosazují také rovná práva a boj proti diskriminaci všeho druhu. Zelení také podporují zvýšení podílu občanů na rozhodování, a to různými formami, ať už formou referend nebo občanských shromáždění. V programu měla i snížení věku pro aktivní volební právo na 16 let;[27]
- Podpora školství, vědy a kultury: Zelení požadují vyšší podporu školství, vědy a výzkumu a odmítají školné na vysokých školách. Zelení požadují zvýšení výdajů státu na kulturu na 1 % ze státního rozpočtu.
- Ekonomická politika: Zelení chtějí snížit daňové zatížení práce, zejména nízkopříjmových lidí. Chtějí zvýšit minimální mzdu, posílit daňovou progresi včetně odvodů, omezit daňové úlevy u kapitálových příjmů jen na drobné investory a hledat nové zdroje např. v majetkových daních. Prosazují boj proti daňovým skrýším a vyhýbání se placení daní. Zisky ze zdanění uhlíku (emisní povolenky a uhlíkové clo) mají jít primárně domácnostem a občanům. Jsou pro přijetí eura.
- Zahraniční politika má být založena na výrazném posílení evropské integrace a upřednostnění zahraniční rozvojové pomoci před vojenskou účastí ČR v konfliktech.[28] Zelení podporují rozšíření Evropské unie a reformu v jejím rozhodování tak, aby byla akceschopnější a nebylo možní zneužívat právo veta. Stojí za podporou boje Ukrajiny proti agresi ze strany Ruska.

### Propojení s občanskou společností
Strana spolupracuje s různými částmi občanské společnosti, zejména s neziskovými organizacemi (především orientovanými na ochranu přírody, lidských práv, odpor proti jaderné energii a na ochranu spotřebitele), řada členů pochází z neziskového sektoru a někteří nestraníci na kandidátkách jsou aktivními členy neziskových organizací. Strana s neziskovými organizacemi také aktivně spolupracuje na přípravě volebního programu. Tento fakt někdy vede zejména u odpůrců Zelených k připisování všech aktivit konaných neziskovými environmentálními organizacemi také přímo Straně zelených, nezávisle na tom, zda se Strana zelených s takovýmito aktivitami ztotožňuje nebo ne.

## Organizační struktura

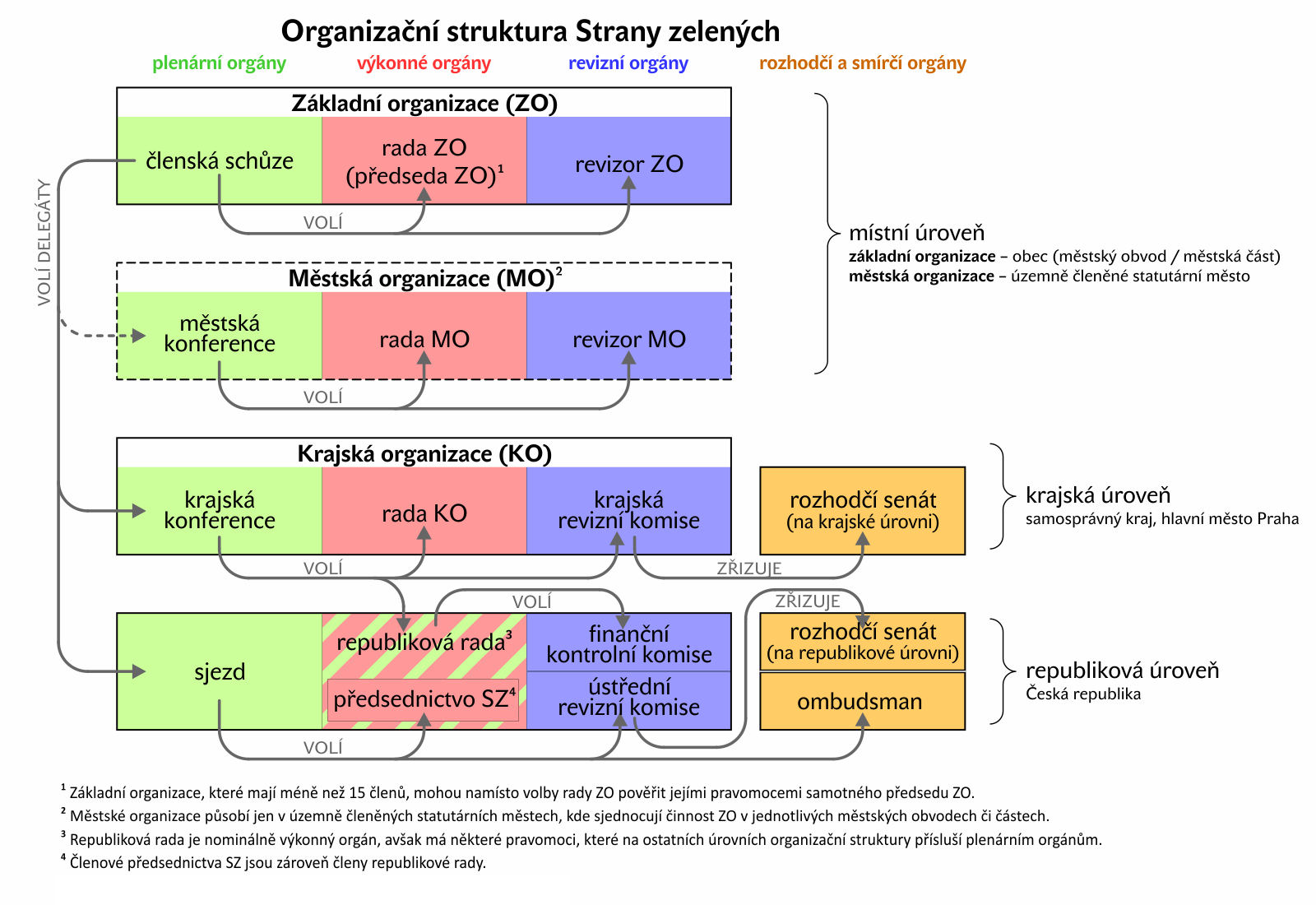
Organizační struktura SZ

Strukturu Strany zelených určují Stanovy přijaté sjezdem konaným dne 27. září 2003 v Táboře. Novelizovány byly na sjezdech v Praze-Vršovicích 11. prosince 2004, v Pardubicích 25. září 2005, v Brně-Štýřicích 6. prosince 2009, v Pardubicích 11. prosince 2011, v Brně-Pisárkách 26. ledna 2015, v České Třebové 28. listopadu 2015, v Praze 24. ledna 2016 a v Hradci Králové dne 21. a 22. ledna 2017.

### Organizační jednotky – základní, městské a krajské organizace
Organizační jednotkou na místní úrovni je základní organizace (ZO), která je tvořena minimálně třemi členy SZ. Zakládá se v obci, resp. v případě územně členěných statutárních měst a hlavního města Prahy v jejich samosprávném městském obvodu či městské části. V daném místě smí působit jen jedna ZO. Plenárním orgánem ZO je členská schůze, jíž se mohou účastnit všichni členové dané ZO a jež volí radu ZO (včetně předsedy a případně místopředsedy ZO), pokladníka ZO a revizora ZO. Členská schůze dále volí delegáty na městskou konferenci, krajskou konferenci a sjezd. V neposlední řadě schvaluje rozpočet ZO na daný rok, kandidátní listinu a případnou koalici pro volby do zastupitelstva obce, resp. městského obvodu či části.
Od roku 2012 je možno ustavovat oblastní základní organizace, které mohou působit:
- na souvislém území více obcí téhož kraje, resp. více městských částí Hlavního města Prahy (se souhlasem příslušné krajské konference)
- na souvislém území více městských obvodů či městských částí téhož statutárního města (se souhlasem příslušné městské konference).

Na krajské úrovni je organizační jednotkou krajská organizace (KO), kterou tvoří všechny ZO na území daného samosprávného kraje, resp. na území hlavního města Prahy. Plenárním orgánem KO je krajská konference, kterou tvoří delegáti zvolení základními organizacemi a která volí radu KO (včetně předsedy a místopředsedů KO), pokladníka KO a krajskou revizní komisi. V neposlední řadě schvaluje rozpočet KO na daný rok, kandidátní listinu a případně koalici pro volby do krajského zastupitelstva.
Od roku 2021 je možné ve straně působit také jako člen či členka nezařazený do žádné základní organizace.

### Vrcholné orgány
Nejvyšším orgánem strany je celostátní sjezd tvořený nejméně 250 delegáty zvolenými v základních organizacích. Sjezd je svoláván alespoň jednou ročně rozhodnutím předsednictva SZ. Mimořádný sjezd lze svolat na základě požadavku organizačních jednotek SZ.
Nejvyšším výkonným orgánem SZ mezi sjezdy je republiková rada (RR). Je tvořena předsedy a dalšími volenými zástupci krajských organizací, předsednictvem SZ a poslanci a senátory zvolenými za SZ, pokud jsou členy SZ. Republiková rada odpovídá sjezdu za plnění jeho usnesení, cílů a hlavních úkolů SZ a politického programu SZ, pověřuje předsednictvo realizací svých usnesení a schvaluje s pověřením sjezdu některé vnitřní předpisy strany. Dále schvaluje rozpočet, volební programy, uzavření republikových předvolebních či povolebních koalic, společnou strategii voleb do zastupitelstev krajů, v závažných a odůvodněných případech úpravy krajských a komunálních kandidátek, strategii voleb a kandidáty do parlamentu a zastupitelských orgánů ČR v EU.

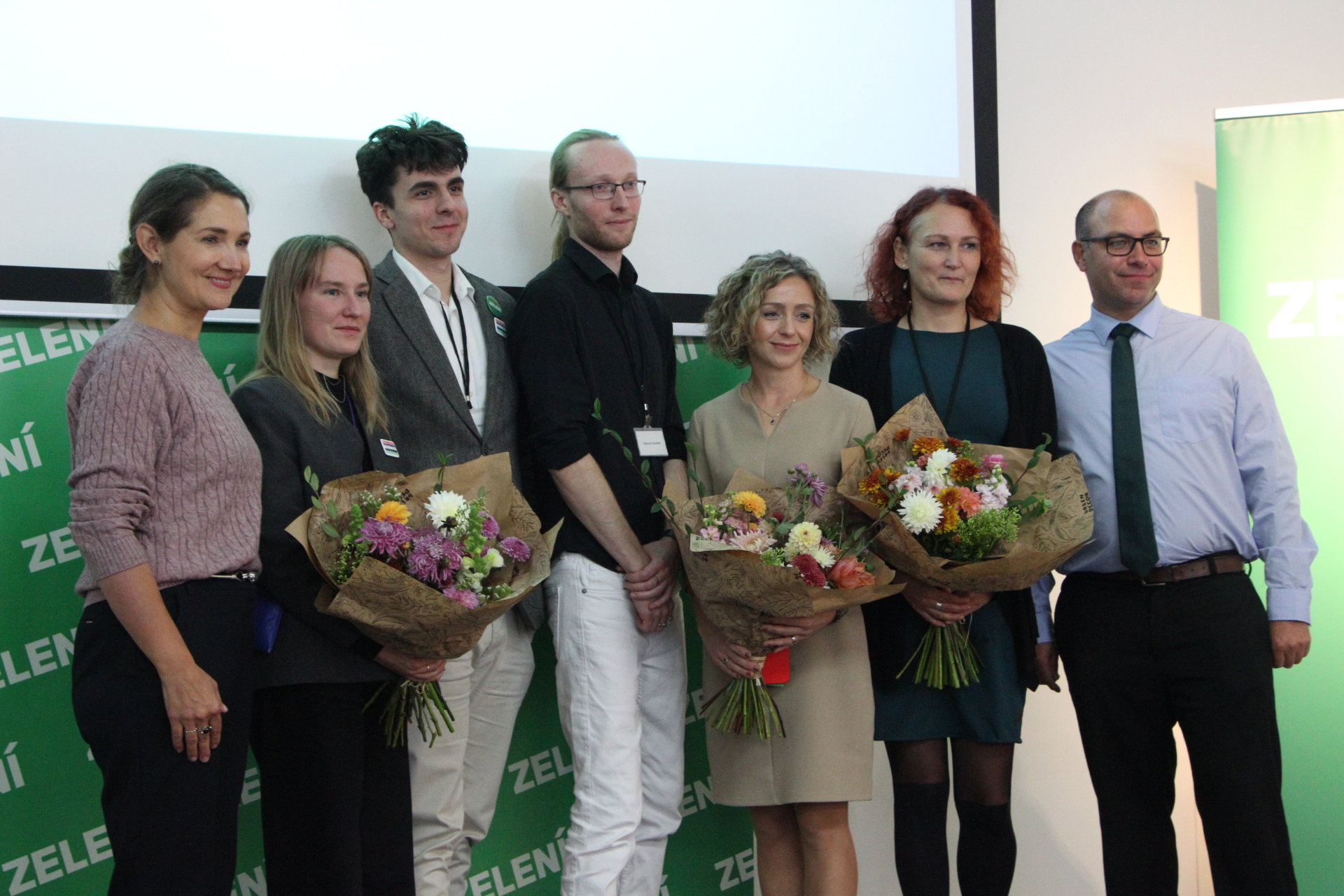
Předsednictvo Strany zelených zvolené na sjezdu 2. listopadu 2024

Užším výkonným orgánem Strany zelených v období mezi sjezdy a zasedáními republikové rady je sedmičlenné předsednictvo Strany zelených (PSZ), které je voleno sjezdem. Tvoří je spolupředsednická dvojice, dva místopředsedové strany a tři další členové. Mezi jeho pravomoci patří zajišťovat vedení a chod strany v organizačních záležitostech a přijímat neodkladná rozhodnutí, svolávat jednání sjezdu, připravovat program a materiály pro jednání sjezdu a RR, navrhovat a realizovat plán činnosti strany, zaujímat stanoviska k aktuální politické situaci, průběžně kontrolovat dodržování rozpočtu a navrhovat jeho změny, v případě nefunkčnosti některých funkcionářů na nižších organizačních stupních řešit situaci, případně dát návrh na jejich zbavení funkce, zajišťovat informační servis všem nižším organizačním jednotkám, vydávat souhlas ke kandidatuře člena SZ za jiný politický subjekt nebo jako nezávislého.
Stranu zelených navenek reprezentuje sjezdem volená dvojice spolupředsedkyně a spolupředsedy strany, kteří zároveň rozhodují v neodkladných záležitostech a provádí neodkladné úkony, nevyžadují-li souhlas jiného orgánu. Místopředsedové zastupují spolupředsedy v době jejich nepřítomnosti nebo v době, kdy nemohou vykonávat svoji funkci zejména ze zdravotních, pracovních či jiných závažných důvodů.
Dohled nad dodržováním zákonů, stanov a dalších vnitrostranických předpisů zabezpečuje nejméně sedmičlenná ústřední revizní komise (ÚRK), která je volena sjezdem. Její pravomocí je mj. v případě porušení stanov navrhovat pořádková opatření včetně vyloučení členů a zrušení organizačních jednotek. Kontrolu hospodaření strany zajišťuje finanční kontrolní komise (FKK) volená republikovou radou.
K řešení sporů mezi členy SZ, orgány a organizačními jednotkami strany a dále k rozhodování o odvolání proti uložení pořádkových opatření (včetně vyloučení ze strany) se zřizují rozhodčí a smírčí orgány. Těmi jsou jednak ad hoc rozhodčí senáty, zřizované na návrh jedné strany k řešení konkrétních sporů, a dále stálý ombudsman.
Každodenní provoz strany zabezpečuje hlavní manažer jmenovaný předsednictvem SZ. Odpovídá za nakládání s majetkem SZ, řídí činnost hlavní kanceláře (HK), po schválení PSZ uzavírá a po vyjádření PSZ ukončuje pracovní poměr se zaměstnanci HK, na návrh RKO uzavírá a ukončuje pracovní poměr se zaměstnanci působícími v krajských kancelářích, jedná jménem SZ v majetkových, hospodářských, pracovních a právních vztazích v rozsahu pověření předsednictvem SZ.

### Odborné sekce
Pro hlubší diskuzi nad konkrétními programovými body zřizuje předsednictvo strany odborné sekce jako poradní orgán, na jehož činnosti se mohou podílet i nečlenové SZ. Odborné sekce připravují podklady pro stanoviska a programové dokumenty SZ, vymezují a diskutují konkrétní i obecná odborná témata, projednávají plnění volebního programu v dané oblasti, zpracovávají expertní stanoviska nebo předkládají náměty, ke kterým by SZ měla zaujmout stanovisko, připravují rešerše a podklady podle zadání PSZ, sledují legislativní změny a komunikují s parlamentními stranami, připomínkují právní předpisy, vyhledávají a vyzývají k diskusi odborníky v dané oblasti; pořádají odborné semináře nebo jinak prezentují politiku SZ v dané oblasti směrem ke členům i veřejnosti ve spolupráci s PSZ a v souladu s programovými cíli, programem a vnitřními předpisy strany, a vyjadřují se k dalším otázkám, které jim předloží příslušný orgán strany. Členy odborných sekcí mohou být i nečlenové strany. 

## Historie

### Historie v letech 1989–2002
Na začátku léta 1989 se ve Vimperku uskutečnilo setkání ekologických aktivistů, kde promluvili mj. poslanec Bundestagu za německé zelené Milan Horáček nebo ekolog a signatář Charty 77 Ivan Dejmal. Dříve rozdrobené ekologické spolky a uskupení se zde sjednotily do Ekologického sdružení, které se mělo postupně transformovat na Československou stranu zelených. Podle některých zdrojů zhatila vznik strany před listopadem 1989 Státní bezpečnost.
Strana zelených byla založena 9. prosince 1989, zaregistrována byla 3. února 1990 a ustavující sjezd se konal 17. února 1990 v Brně. Na sjezdu byly zřízeny tři zemské bloky (český, moravský a slovenský), později byl vytvořen blok pražský.
V prvních svobodných parlamentních volbách v červnu 1990 SZ kandidovala samostatně, pětiprocentní hranici pro vstup do parlamentu těsně nepřekonala. Neuspěla ani v komunálních volbách na podzim. Nicméně například v Ústí nad Labem SZ výrazně uspěla. Její kandidáti kandidující společně s OF v tzv. Chartě demokratické dohody obdrželi až 45 % hlasů, SZ zde získala posty náměstka primátora (Leopold Kukačka), starosty obvodu Neštěmice (Václav Pucherna) a zástupce starosty obvodu Ústí nad Labem – město (Marian Páleník). V Praze skončila třetí nejúspěšnější a získala více mandátů (9) než např. lidovci nebo ČSSD.
O dva roky později Strana zelených kandidovala v koalici se Zemědělskou stranou a Československou stranou socialistickou v seskupení nazvaném Liberálně sociální unie. V jejím rámci získala SZ po třech poslancích ve Federálním shromáždění i v České národní radě. 22. listopadu 1993 rozhodl celostátní výbor strany o vystoupení z LSU, poslanecký klub unie zelení poslanci opustili o rok později.
Na sjezdu v Černé v Pošumaví v prosinci 1994 byl předsedou znovuzvolen Jaroslav Vlček. V říjnu 1995 Vlček odešel ze SZ do České strany sociálně demokratické (odešli s ním i dva místopředsedové a nemalá část členské základny); na jeho místo výkonný výbor strany zvolil Emila Zemana.
Ve sněmovních volbách v roce 1996 strana nekandidovala, v roce 1998 získala 1,1 % a v roce 2002 2,4 %. Od voleb do Evropského parlamentu v roce 2004 (zisk 3,2 %) měla SZ status nejsilnější mimoparlamentní strany.

### „Tmavozelený převrat“, vývoj v letech 2002–2005
Ve volbách 2002 Strana zelených získala i díky podpoře Brandýského fóra nevládních organizací 2,36 % a vyšlo najevo, že vedení hodlá velkou část státního příspěvku za hlasy vyplatit hlavnímu manažerovi strany, který financoval velkou část volební kampaně ze svých zdrojů. Nato přední člen BF, ekologický aktivista a šéfredaktor Literárních novin Jakub Patočka vyhlásil akci Zelená padesátka, později známou též jako tmavozelená výzva, kdy do SZ hromadně vstoupili lidé z prostředí ekologických občanských iniciativ s cílem přečíslit původní členy („starozelené“) a změnit politický styl a směřování strany. Počet členů se během roku ztrojnásobil z 250 na 750 s řadou známých osobností jako Ivan Dejmal, Karel Jech, Dalibor Stráský, Eva Vavroušková, Jan Wünsch, Dušan Lužný, Petr Uhl, Fedor Gál, Lumír Kolíbal či Jana Strunecká. Na mimořádném brněnském sjezdu v dubnu 2003 tak byl předsedou zvolen jeden z iniciátorů „revoluce“ Jan Beránek. Nové vedení jednalo s bývalým ministrem životního prostředí v Tošovského vládě Martinem Bursíkem o možnosti, že by vedl kandidátku SZ ve volbách do Evropského parlamentu v červnu 2004. K dohodě však nedošlo, lídr kandidátky nebyl zvolen ani na sjezdu konaném v září 2003 v Táboře. Republiková rada nakonec z trojice Jakub Patočka, Jan Jařab, Martin Bursík vybrala Beránkova přítele Patočku.[zdroj?] Strana získala 3,16 % hlasů a do EP se tak nedostala.
Ve Straně zelených se postupně vytvořily dvě znepřátelené frakce: příznivci Beránkova vedení a jeho odpůrci, kteří vedení strany obviňovali z autoritářských a sektářských praktik a kritizovali radikalismus Patočkou prosazeného politického programu Vize ekologické demokracie (včetně „nové demokracie“, resp. „neodemokracie“). Na konci listopadu 2003 protiberánkovská skupina vydala Prohlášení demokratů v SZ a Přehled některých porušení stanov a demokratických postupů v SZ. I tuto kritiku poměrů ve straně vedení odmítlo jako neopodstatněnou. Na začátku roku 2004 někteří signatáři Prohlášení demokratů založili Otevřenou platformu Strany zelených, jejímž cílem měla být demokratizace vnitrostranického života; před sjezdem ji formálně rozpustili.
Na sjezdu v září 2004 Jan Beránek předsednictví těsně obhájil v souboji s Petrem Štěpánkem. Vnitrostranická opozice se nakonec sjednotila kolem Martina Bursíka a postupně získala převahu.
Na mimořádném sjezdu v Pardubicích 24. až 25. září 2005 tak už Jan Beránek znovu nekandidoval a novým předsedou se stal Martin Bursík. Několik desítek Beránkových a Patočkových příznivců nato vystoupilo ze strany a koncem roku 2005 vytvořili politické hnutí Zelení, které však vyvíjí jen minimální aktivitu. Sjezd také rozhodl, že SZ půjde do parlamentních voleb 2006 samostatně a ne v koalici s menšími liberálními stranami, jak prosazoval Beránek. Bursík následně zmírnil vymezování SZ proti ODS, které bylo charakteristické pro Patočkovo vystupování.

### Úspěch ve volbách 2006

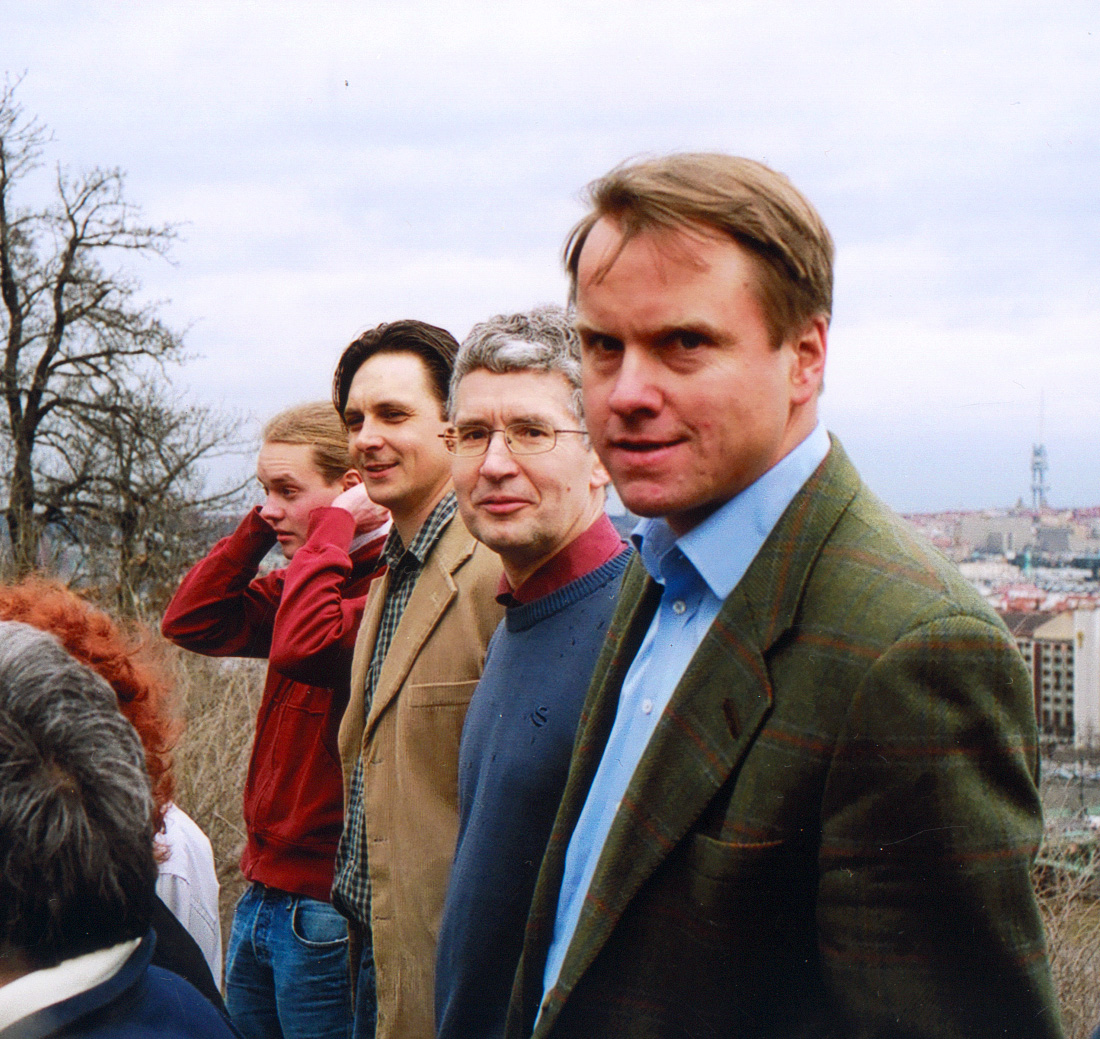
Martin Bursík, předseda strany, a další její členové v roce 2006

V polovině února 2006 překročily volební preference SZ 5 %, potřebných pro vstup do Poslanecké sněmovny; to vyvolalo značný zájem médií o stranu a zjevně další růst preferencí od nerozhodnutých voličů. V dubnu se většina agentur pro výzkum veřejného mínění shodla na 10–11 % preferencích (v Praze až 17 %). Bursík se vyjádřil, že cílem strany by měl být dvouciferný výsledek ve volbách.
16. května podpořil SZ a jmenovitě středočeské kandidáty Matěje Stropnického a Danielu Matějkovou, blízké Patočkovi a vedoucí osobní kampaň z nevolitelných míst, Václav Havel; následně podpořil i pražské lídry Bursíka a Kateřinu Jacques.
Necelý týden před volbami byla z 2. místa kandidátky Moravskoslezského kraje vyškrtnuta předsedkyně republikové rady Eva Holubová za to, že vyhlásila utvoření tzv. levé frakce (dle vedení strany a některých členů SZ, popřevších tvrzení Holubové o jejich příslušnosti ke frakci, fiktivní) a vedla stranou neschválená jednání s předsedou České strany sociálně demokratické Jiřím Paroubkem. Republiková rada ji po volbách vyloučila ze strany.
Ve volbách do Poslanecké sněmovny SZ získala 6,29 % hlasů a šest poslaneckých křesel (3 % mandátů). Nejlepšího výsledku dosáhla v Libereckém kraji (9,58 %) patrně díky silné podpoře Petra Pávka (získal největší podíl preferenčních hlasů mezi kandidáty SZ, 17 % a v Jindřichovicích pod Smrkem, kde je starostou, byla SZ se ziskem 32,95 % absolutním vítězem), paradoxně tam mandát o 266 hlasů nezískala. V Královéhradeckém kraji unikl mandát Stanislavu Pencovi o 75 hlasů. V Praze získala SZ 9,19 % hlasů a dva poslance. Nepoměr mezi počtem hlasů a mandátů byl zapříčiněn některými prvky volebního systému, především počtem a velikostí 14 volebních krajů, které zvyšují tzv. přirozenou klauzuli pro získání mandátu v menších krajích nad 10 %. Částečný vliv měla též použitá d'Hondtova metoda přepočítávání hlasů, která zvyšuje zisk větších stran na úkor menších. Systém je nevýhodný pro menší strany s vyrovnanou podporou po celé zemi bez silné regionální základny.

### Účast ve vládě po roce 2006
Podle koaliční smlouvy podepsané 28. prosince 2006 s ODS a KDU-ČSL připadly SZ pozice ministrů ve druhé Topolánkově vládě, jmenované 9. ledna 2007. Martin Bursík stal místopředsedou a ministrem životního prostředí.  Na tomto postu setrval do demise vlády 8. května 2009. Kromě toho v období od 4. října 2007 do 4. prosince 2007 působil jako pověřený ministr školství. Od ledna do října 2007 byla ministryní školství, mládeže a tělovýchovy místopředsedkyně SZ  Dana Kuchtová. Ve funkci ji nahradil Ondřej Liška. Ministrem zahraničních věcí ČR za SZ  byl Karel Schwarzenberg, a to od 9. ledna 2007 do 8. května 2009, kdy Topolánkovu vládu nahradil úřednický kabinet Jana Fischera. V letech 2007 až 2009 byla ministryní pro lidská práva a národnostní menšiny ČR tehdejší místopředsedkyně SZ Džamila Stehlíková. 

#### Vnitrostranický konflikt
Po vstupu Strany zelených do středopravicové vlády s ODS a KDU-ČSL se ve straně zformovaly dvě frakce – příznivci této spolupráce (zelení liberálové) a její odpůrci (levicovější frakce). Ti, kteří byli spokojeni s účastí strany ve středopravicové vládě, argumentovali výrazným uplatněním programu SZ ve vládním programu, který převyšoval sílu šesti zelených poslanců – 3 % v poslanecké sněmovně. Naproti tomu kritici tvrdili, že prosazení programu při jednání o koalici s ČSSD by bylo ještě výraznější a že účast ve středopravicové koalici byla jejími zastánci udržována i na úkor některých programových priorit (např. radar v Brdech). Konflikt se vyhrotil v poslaneckém klubu SZ, kde skupinu příznivců aktivní spolupráce s ODS tvořili vedle předsedy strany ještě Kateřina Jacques, Přemysl Rabas a částečně též Ondřej Liška. Opoziční křídlo, jež vedla bývalá ministryně a 1. místopředsedkyně Dana Kuchtová podporovaná „mladým rebelem“ Matějem Stropnickým, zahrnovala mj. poslankyně Olgu Zubovou (bývalou předsedkyni republikové rady) a Věru Jakubkovou.
Skupiny rozděloval i spor o rozdělení vnitřní moci ve straně. Bursíkovo křídlo usilovalo o omezení pravomocí širšího vedení SZ – republikové rady s tím, že rada dlouhodobě fungovala vedle předsednictva jako druhé mocenské centrum (tzv. „dvojkolejnost vedení strany“). Navrhli přetvořit radu na obdobný typ širšího vedení strany, jakým je výkonná rada ODS nebo ústřední výkonný výbor ČSSD, a zrušit přímou volbu části členů sjezdem, takže měli zůstat jen zástupci krajských organizací. Protistrana naopak požadovala zachování stávajícího rozsah vnitrostranické demokracie a případně její posílení o kolektivní předsednictví strany.

#### Teplický sjezd a vyhrocení vnitrostranického konfliktu

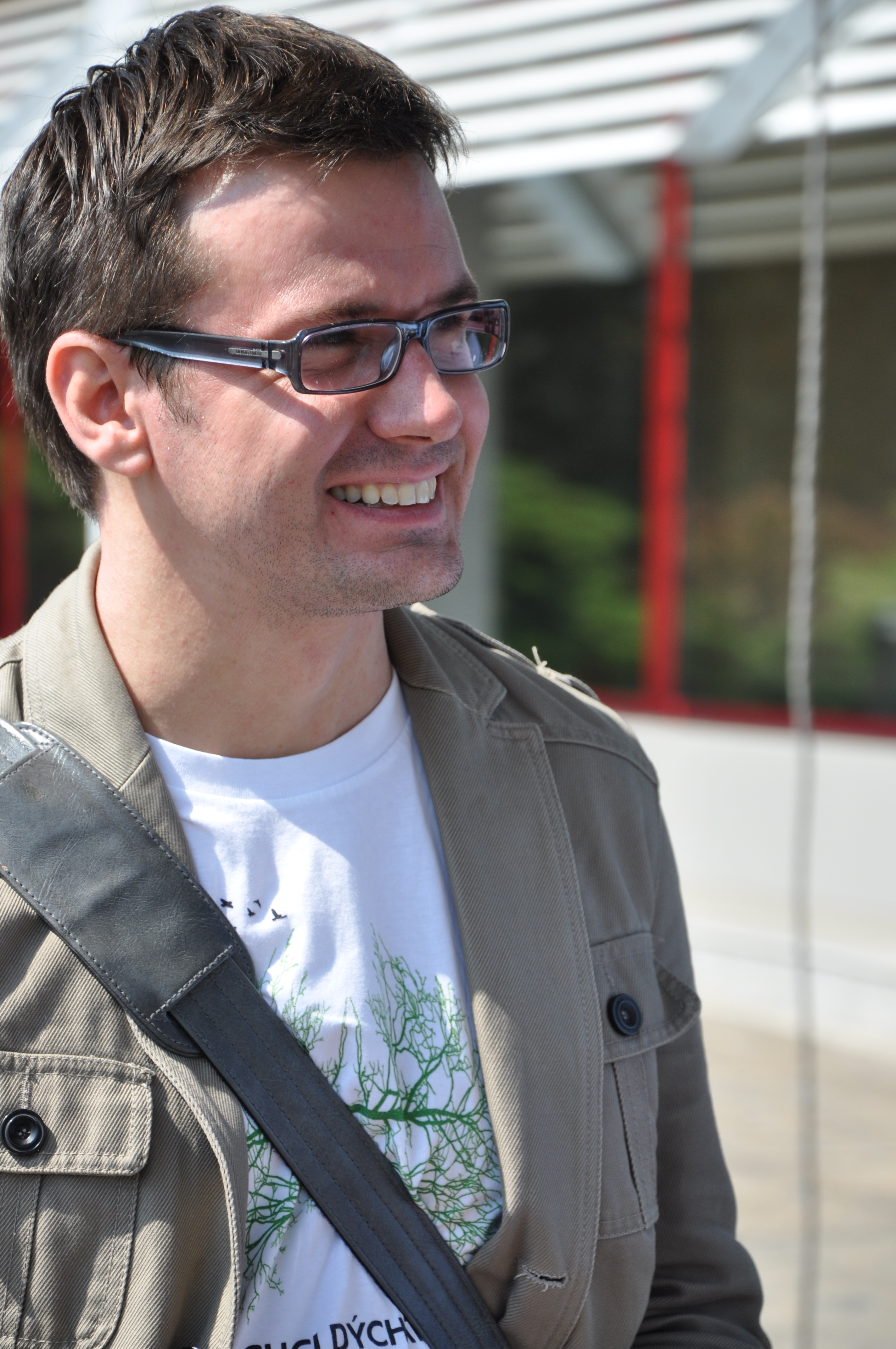
Ondřej Liška

Martin Bursík se rozhodl vyřešit konflikt ještě před podzimními krajskými volbami a 9. července 2008 prosadil v předsednictvu poměrem hlasů 4:3 svolání sjezdu SZ na první zářijový víkend. Dana Kuchtová 18. července oznámila, že bude kandidovat na předsedkyni proti němu. Stranická opozice poté stoupence předsedy Bursíka obvinila, že před svoláním sjezdu navyšovali počet členů (z něhož se odvozuje počet delegátů sjezdu) účelovým zakládáním nových základních organizací. Bursík obvinění popřel s tím, že nové organizace nesouvisejí se sjezdem, ale s pokračováním boje proti stavbě dálnice D3, a tempo růstu členské základny a počtu základních organizací v předsjezdovém období se neliší od dřívějška.
Na sjezdu SZ konaném v Teplicích ve dnech 5.–7. září 2008 byl předsedou SZ znovu zvolen Martin Bursík, místopředsedy Ondřej Liška, Kateřina Jacques a Martin Ander, dalšími členy PSZ se stali také „Bursíkovi lidé“. Nepodařilo se prosadit projednání změn stanov, avšak v závěru jednání byli z republikové rady odvoláni všichni členové volení sjezdem, mezi kterými měla většinu opozice a čímž se stoupencům předsedy Bursíka podařilo ovládnout i tento orgán.
Po teplickém sjezdu zformovala skupina kolem Dany Kuchtové a Martina Čáslavky vnitrostranickou iniciativu Výzva předsednictvu Strany zelených, ve které kritizovala vedení strany v čele s Martinem Bursíkem za odklon reálné politiky od politického a volebního programu strany a potlačování vnitrostranické demokracie. Vedení kritiku nadále odmítalo a tak 31. 1. 2009 vznikla v Pardubicích vnitrostranická frakce Strany zelených Demokratická výzva. Do čela byli zvoleni Dana Kuchtová a Martin Čáslavka. Ústřední revizní komise strany o několik týdnů později obdržela podnět Jihomoravské krajské organizace obviňující členy frakce z porušování stanov strany. Komise navrhla Republikové radě vyloučit Danu Kuchtovou, Martina Čáslavku, Olgu Zubovou a Věru Jakubkovou ze strany, což Republiková rada 8. 3. 2009 schválila.

#### Eurovolby 2009 a zvolení Ondřeje Lišky předsedou
8. června 2009 předseda Martin Bursík rezignoval na svůj post. Důvodem byla prohra SZ v eurovolbách. Řízení strany převzal 1. místopředseda Ondřej Liška, který měl Zelené vést do říjnových předčasných voleb do poslanecké sněmovny, ty však byly nakonec zrušeny. Od května 2009 nebyli Zelení přímo zastoupeni ve vládě, protože vládla tzv. úřednická vláda Jana Fischera. Do té SZ nominovala ministra životního prostředí Ladislava Mika (později Jana Dusíka) a ministra pro lidská práva a menšiny Michaela Kocába. Od března 2010 Zelení vládu nepodporovali.
V prosinci 2009 byl Liška na sjezdu konaném v Brně zvolen řádným předsedou strany, 1. místopředsedou byl zvolen František Pelc.

Ve volbách do poslanecké sněmovny v roce 2010 utrpěla strana drtivou porážku, když získala jen 2,44 % hlasů. Dne 29. května 2010 dal Ondřej Liška spolu s celým vedením SZ k dispozici své funkce.

### Komunální volby 2010
Ve dnech 15. a 16. října 2010 proběhly komunální volby, ve kterých SZ získala celkem 323 zastupitelských křesel.
Kvůli volebnímu inženýrství ODS – rozdělení města na 7 volebních obvodů (tzv. gerrymandering) – se koalice SZ a SNK ED nedostala do pražského zastupitelstva, přestože získala 5,9 % hlasů a překonala tak pětiprocentní hranici. Zelení, SNK ED a Věci veřejné podali ústavnímu soudu společnou žalobu s požadavkem výsledek voleb v Praze anulovat. Soud však tento požadavek 29. března 2011 poměrem hlasů 7:5 zamítl.
Předvolební kampaň Strany zelených v Ústeckém kraji tehdy mimo jiné využila slogan „A co děti? Mají si kde hrát?“, známý z písně „Až“ hudební skupiny Katapult. Ačkoli strana měla souhlas frontmana kapely Oldřicha Říhy, následně ji žaloval autor písně Ladislav Vostárek. Argumentoval tím, že jako advokát zastupoval průmyslové klienty, tedy opačnou zájmovou skupinu nežli SZ, a proto jej použití sloganu mělo poškodit na pověsti. Soud mu přiznal omluvu v celostátním deníku Blesk a v dubnu 2019 také finanční odškodnění ve výši 350 tisíc korun.

### Vývoj ve straně po volbách v roce 2010
Na žižkovském sjezdu konaném 12.–14. listopadu 2010 v Praze byl Liška zvolen řádným předsedou strany. Do užšího vedení strany se dostali mj. bývalá pražská zastupitelka Petra Kolínská, Přemysl Rabas nebo Matěj Stropnický.
V průběhu Liškova předsednictví Strana zelených zaznamenala znatelný posun k levé části politického spektra. Zelení vyzvali ke zprůhlednění financování politických stran, podpořili odborovou stávku proti reformám vlády, zesílili protijadernou rétoriku, aktivní účastí členů předsednictva na blokádě se zúčastnili odporu proti kůrovcovému kácení v národním parku Šumava, kritizovali z jejich pohledu asociální reformu DPH, představili svůj pohled na řešení sociální situace na Šluknovsku, prosazovali zásady moderního urbanismu a nesouhlas s tvorbou sídelní kaše. Byli hlavní silou boje za odchod Ladislava Bátory z vysoké manažerské pozice na ministerstvu školství. Byli součástí říjnové protivládní demonstrace hnutí ProAlt. Kritický k vládní reformě byl i Liškův projev, který přednesl na sjezdu TOP 09 v říjnu 2011.
V říjnu 2011 na pražské regionální konferenci SZ přišel Martin Bursík o poslední stranickou funkci, když neobhájil mandát člena republikové rady. Na konferenci konané v březnu 2012 byl však do republikové rady znovu zvolen. V květnu 2012 Martin Bursík oznámil zvažování opětovné kandidatury na předsedu strany. Vyjádřil nespokojenost s přílišným směřováním Strany zelených doleva.
Na českotřebovském sjezdu v listopadu 2012 byl Ondřej Liška znovu zvolen předsedou strany, když v přímém duelu o tento post porazil Martina Bursíka. První místopředsedkyní se stala Pavla Brady, dalšími místopředsedy Martin Bursík a Matěj Stropnický. Na řadová místa v předsednictvu delegáti sjezdu vybrali Evu Tylovou, Tomáše Průšu a Danu Kuchtovou, jejíž vyloučení ze strany bylo v létě zrušeno. Byl také zvolen první vnitrostranický ombudsman, jímž se stal Milan Mátl.
Na sjezdu strany v Praze ve dnech 25. až 26. ledna 2014 byl již po čtvrté zvolen předsedou Ondřej Liška, který získal 125 ze 198 odevzdaných hlasů, tj. 63 %, čímž porazil svého protikandidáta Petra Štěpánka. Post 1. místopředsedkyně strany obsadila Jana Drápalová, která jakožto jediná kandidátka získala 150 hlasů ve veřejné volbě v plénu. Dalšími místopředsedy se stali Pavla Brady (2. místopředsedkyně SZ) a Tomáš Průša (3. místopředseda SZ). Řadovými členy Předsednictva strany byli zvoleni Matěj Stropnický, Martin Ander a Petr Štěpánek.
V roce 2015 byla předsedkyní zvolena Jana Drápalová, proti níž kandidoval Petr Štěpánek a dnes již bývalý člen Tomáš Schejbal, jehož kandidátský projev donutil spoustu delegátů odejít ze sálu. V témže roce se konal v České Třebové programový sjezd.
Na sjezdu v Karlíně v lednu 2016 byl předsedou zvolen Matěj Stropnický. Získal těsnou většinu hlasů. Protikandidáty byli Petr Štěpánek a Jan Šlechta. Dalšími členy předsednictva byli zvoleni Irena Moudrá Wunschová (1. místopředsedkyně), Michal Berg (2. místopředseda), Petr Kutílek (3. místopředseda), Matouš Vencálek, Monika Horáková a Daniel Pitek. V listopadu 2016 na své místo v předsednictvu rezignoval Daniel Pitek, v lednu 2017 jej nahradila Hana Veronika Konvalinková. Po neočekávaně nízkém volebním výsledku ve sněmovních volbách v říjnu 2017 rezignoval na funkci předsedy i Matěj Stropnický, v předsednictvu jej nahradil Jakub Kutílek.

### Zelení v letech 2018 až 2024

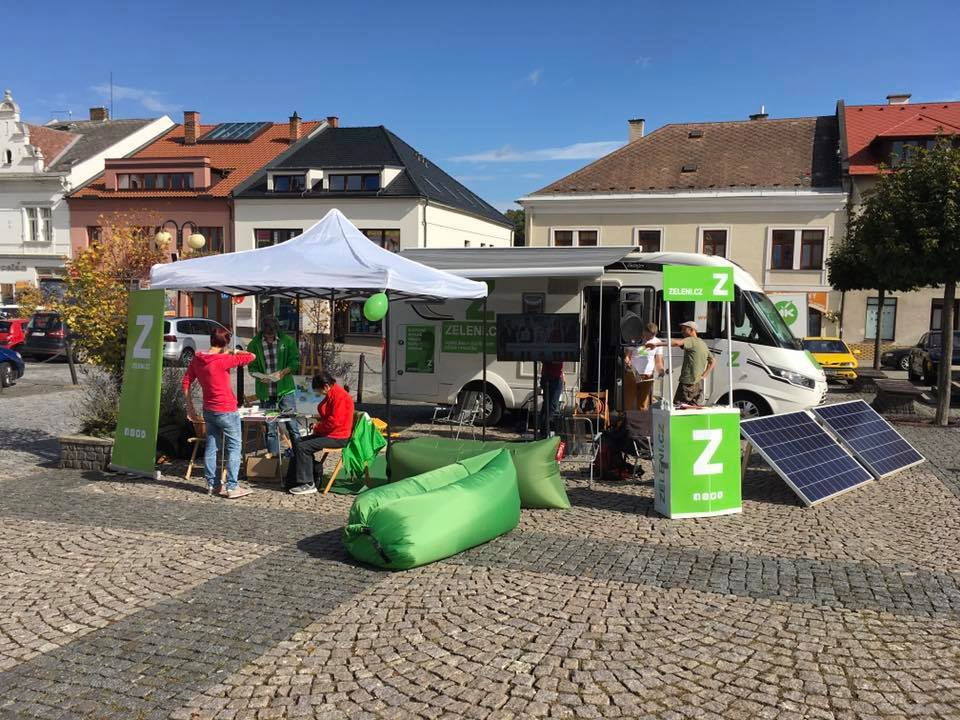
Karavan s připojenými solárními panely při kampani Zelených ve volbách do 2017 poslanecké sněmovny. Karavany s posádkou Zelených měly trasu po celé České republice.

Na sjezdu strany v České Třebové ve dnech 20. a 21. ledna 2018 byl novým předsedou strany zvolen Petr Štěpánek a novou 1. místopředsedkyní Magdaléna Davis. Pozici 2. místopředsedkyně obsadila Petra Jelínková, 3. místopředsedkyní se stala Karolína Žákovská. Dalšími členy předsednictva strany byli zvoleni Jenda Perla, František Vosecký a Vít Masare. V říjnu 2018 na funkci člena předsednictva rezignoval František Vosecký, nahradila jej Zdeňka Perglová. V únoru 2019 na funkci místopředsedkyně rezignovala Petra Jelínková, nahradil ji Michal Kudrnáč.
Voleb do evropského parlamentu v roce 2019 se Zelení účastní na společné kandidátce TOP 09, STAN a dalších subjektů pod heslem "Evropa jsme my". Tento krok kritizovali někteří členové TOP 09 (např. Miroslav Kalousek nebo Dominik Feri) i Zelených, nakonec však předsednictva obou stran společnou kandidátku odsouhlasila.
Na dalším sjezdu strany, tentokrát v Ústí nad Labem ve dnech 25. a 26. ledna 2020, byla poprvé v historii strany zvolena spolupředsednická dvojice (muž a žena). Jedná se o první politický subjekt v ČR, který genderově vyvážené spolupředsednictví zavedl. První spolupředsednickou dvojicí se stali vsetínský zastupitel Michal Berg a starostka Mníšku pod Brdy Magdaléna Davis. Na sjezdu si členové též připomněli 30 let od vzniku Strany zelených v České republice. Místopředsedy strany byli zvoleni Anna Gümplová a Petr Globočník, řadovými členy předsednictva se pak stali Zdeňka Perglová, Adél Kučera a Jiří Kulich. Podle nového předsednictva musí být tématem sněmovních voleb v roce 2021 klimatická krize, která je nejdůležitějším problémem dneška.
Ve volbách do Poslanecké sněmovny PČR v říjnu 2021 kandidovali Zelení nakonec samostatně, i když původně usilovali o společnou kandidátku s uskupením Piráti a Starostové. Později ukončili i jednání o spolupráci s ČSSD. Ve volbách však získali jen 53 343 hlasů, tedy 0,99 %. Další volba předsednictva strany proběhla na on-line sjezdu ve dnech 29. a 30. ledna 2022. Pozice spolupředsedkyně a spolupředsedy strany obhájili Magdaléna Davis a Michal Berg, novými místopředsedy se stali Jitka Nesrstová a Jakub Varvařovský. Členy předsednictva pak byli nově zvoleni Vít Masare a Anna Junková, post obhájil Jiří Kulich. Na konci ledna 2023 rezignovala Jitka Nesrstová na post místopředsedkyně strany, novým členem předsednictva byl zvolen Matěj Pomahač.
V prezidentských volbách v roce 2023 strana podporovala zvoleného prezidenta Petra Pavla.
V březnu 2024 obhájili Davis i Berg spolupředsednické funkce, místopředsedy strany byl zvolen předseda Mladých zelených Tomáš Mígl a dosavadní členka předsednictva strany Anna Junková, Vít Masare a Matěj Pomahač funkce v předsednictvu strany obhájili. Nově byla členkou předsednictva zvolena Gabriela Svárovská. Po volbách do Evropského parlamentu v červnu 2024, v nichž Zelení získali jen 1,55 % hlasů, a nedosáhli tak na žádný mandát, oznámil Berg, že rezignuje na post spolupředsedy strany.

### Obměna spolupředsednické dvojice v roce 2024 a další vývoj
V krajských volbách v září 2024 získala strana pouze 1 mandát, když v Plzeňském kraji obhájila post krajské zastupitelky Jitka Kylišová na kandidátce hnutí STAN. Ve volebním období 2020 až 2024 přitom měla strana 8 mandátů. V souběžných volbách do Senátu PČR v září 2024 byl zvolen pouze Břetislav Rychlík v obvodu č. 59 – Brno-město, kterého strana nominovala společně s TOP 09, ODS a Piráty. Uspěl ještě Přemysl Rabas v obvodu č. 5 – Chomutov, kterého strana pouze podporovala. V reakci na špatné výsledky krajských a senátních voleb odstoupilo celé vedení strany.
Na sjezdu strany dne 2. listopadu 2024 v Praze pak byli novými spolupředsedy strany zvoleni expertka na zahraniční a bezpečnostní politiku Gabriela Svárovská a zemědělský konzultant a zastupitel městské části Praha 16 Matěj Pomahač, 1. místopředsedkyní strany se stala sociální pracovnice a zastupitelka Plzeňského kraje Jitka Kylišová, místopředsedou se stal student Tomáš Mígl. Řadovými členkami a členy předsednictva byli zvoleni religionista, VŠ pedagog a zastupitel městské části Brno-Bystrc Matouš Vencálek, lektorka a zastupitelka města Mladá Boleslav Jana Krumpholcová a specialistka na participaci Kateřina Kuchtová.

### Zajímavosti
Jako první[zdroj?] politická strana v ČR použila 17. října 2013 hudební videoklip, který se jmenoval „Barva tvýho hlasu“, kde si hlavního rapera zahrál tehdejší předseda Zelených Ondřej Liška. Za doby Ondřeje Lišky v předvolebním boji jako první ve svých volebních spotech užívala překladatele do znakové řeči. Spolu s Českou pirátskou stranou začali v rámci předvolebního boje čistit tlakovými pistolemi špinavé ulice a zanechávali tím na špinavých zdích své loga a předvolební texty. V roce 2014 zvolili jako první netradiční kontaktní kampaň slaňováním ze střech panelových domů. V předvolební kampani v roce 2013 do voleb o mandát v poslanecké sněmovně zvolila Strana zelených kontaktní kampaň skrze vození lidí rikšou a možnost si promluvit s politiky ze strany. Ve volbách v roce 2013 mnoho marketingových expertů pozitivně překvapila závěrečná kampaň Zelených, kteří užili 24h službu telefonních operátorů pro dotazy voličů k programu a voleb samotných (telefonními operátory byli jak kandidáti za Zelené, tak i proškolení dobrovolníci a spolupracovníci Zelených). V roce 2017, při kampani do poslanecké sněmovny, využili Zelení obytné vozy s připojenými solárními panely. Solární systém poskytoval dostatek energie pro zázemí posádky nebo např. pro napájení soustavy při projevech kandidátů a hostů při setkání s občany.
Od roku 2015 zavádějí Zelení na několika úrovních praxi spolupředsednictví jako model vedení organizace, kde není moc soustředěna v rukou jednoho lídra, ale je rozdělena mezi dva předsedy/předsedkyně se stejnými právy a podílem na moci (např. vedení krajské organizace Zelených v Jihomoravském kraji, Plzeňském kraji nebo organizace v Praze 3). Od roku 2020 pak tento koncept zavedli na celostranické úrovni.

### Předsedové a předsedkyně Strany zelených
| Pořadí | Osoba                                                                           | Období    |
| ------ | ------------------------------------------------------------------------------- | --------- |
| 1.     | Jan Martin Ječmínek                                                             | 1990–1991 |
| 2.     | Aleš Mucha                                                                      | 1991–1992 |
| 3.     | Jaroslav Vlček                                                                  | 1992–1995 |
| 4.     | Emil Zeman                                                                      | 1995–1999 |
| 5.     | Jiří Čejka                                                                      | 1999–2002 |
| 6.     | Miroslav Rokos                                                                  | 2002–2003 |
| 7.     | Jan Beránek                                                                     | 2003–2005 |
| 8.     | Martin Bursík                                                                   | 2005–2009 |
| 9.     | Ondřej Liška                                                                    | 2009–2014 |
| 10.    | Jana Drápalová                                                                  | 2015–2016 |
| 11.    | Matěj Stropnický                                                                | 2016–2017 |
| 12.    | Petr Štěpánek                                                                   | 2018–2020 |
| 13.    | Michal Berg (do června 2024) a Magdaléna Davis (spolupředsedové, abecedně)      | 2020–2024 |
| 14.    | Matěj Pomahač (do června 2024) a Gabriela Svárovská (spolupředsedové, abecedně) | od 2024   |

### Sjezdy Strany zelených (od roku 2003)
- pisárecký – 5. a 6. dubna 2003[105]
- táborský – 27. září 2003[106]
- olomoucký – 11. a 12. září 2004[107]
- vršovický – 11. prosince 2004[108]
- pardubický – 24. a 25. září 2005[109]
- holešovický – 17. a 18. února 2007[110]
- teplický – 5. až 7. září 2008[111]
- štýřický – 4. až 6. prosince 2009[112]
- žižkovský – 12. až 14. listopadu 2010[113]
- druhý pardubický – 10. a 11. prosince 2011[114]
- českotřebovský – 23. až 25. listopadu 2012[115]
- karlínský – 25. a 26. ledna 2014[116]
- druhý pisárecký – 24. a 25. ledna 2015[117]
- druhý českotřebovský – 28. a 29. listopadu 2015[118]
- druhý karlínský – 23. a 24. ledna 2016[119]
- královéhradecký – 21. a 22. ledna 2017[120]
- třetí českotřebovský – 20. a 21. ledna 2018[121]
- ústecký – 26. a 27. ledna 2019[122]
- druhý ústecký – 25 a 26. ledna 2020
- online – 30. ledna 2021
- online – 29. a 30. ledna 2022
- brněnský – 2023[123]
- pražský – 2. a 3. března 2024[124]
- letenský – 2. listopadu 2024[125]

## Volební výsledky

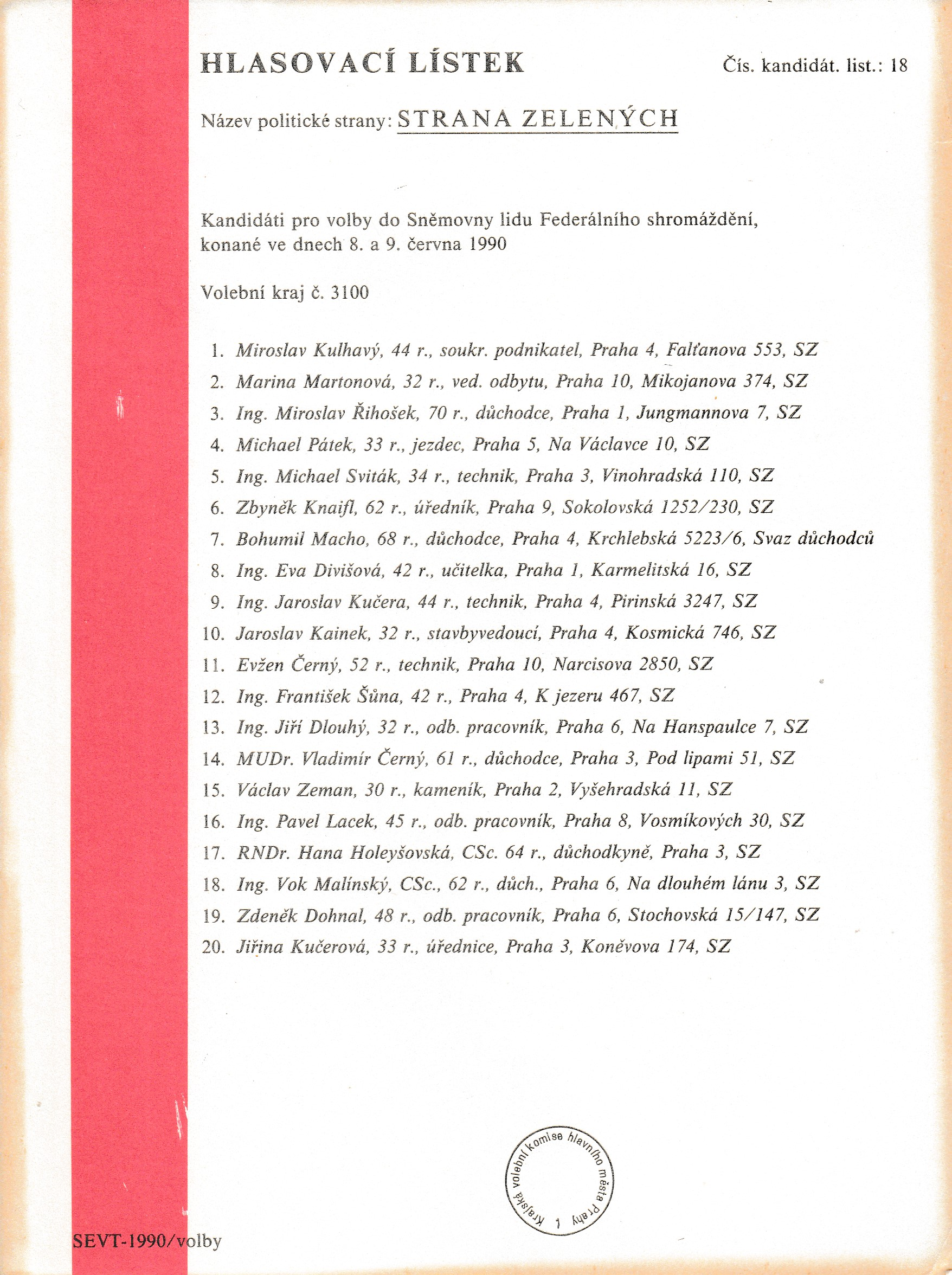
Hlasovací lístek SZ do Sněmovny lidu 1990

### Sněmovna lidu Federálního shromáždění
| Volby | Hlasy       | Hlasy       | Mandáty | Mandáty | Pozice  |
| Volby | Počet       | %           | Počet   | ±       | Pozice  |
| ----- | ----------- | ----------- | ------- | ------- | ------- |
| 1990  | 224 432     | 3,1         | 0/150   | ▼2      | –       |
| 1992  | v rámci LSU | v rámci LSU | 2/150   | ▲2      | Opozice |

### Sněmovna národů Federálního shromáždění
| Volby | Hlasy       | Hlasy       | Mandáty | Mandáty | Pozice  |
| Volby | Počet       | %           | Počet   | ±       | Pozice  |
| ----- | ----------- | ----------- | ------- | ------- | ------- |
| 1990  | 248 944     | 3,4         | 0/150   |         | –       |
| 1992  | v rámci LSU | v rámci LSU | 1/150   | ▲1      | Opozice |

### Česká národní rada
| Volby | Hlasy       | Hlasy       | Mandáty | Mandáty | Pozice  |
| Volby | Počet       | %           | Počet   | ±       | Pozice  |
| ----- | ----------- | ----------- | ------- | ------- | ------- |
| 1990  | 295 844     | 4,1         | 0/200   |         | –       |
| 1992  | v rámci LSU | v rámci LSU | 3/200   | ▲3      | Opozice |

### Slovenská národní rada
| Volby | Hlasy   | Hlasy | Mandáty | Mandáty | Pozice  |
| Volby | Počet   | %     | Počet   | ±       | Pozice  |
| ----- | ------- | ----- | ------- | ------- | ------- |
| 1990  | 117 871 | 3,5   | 6/150   | ▲6      | Opozice |

### Poslanecká sněmovna
| Volby | Hlasy          | Hlasy          | Mandáty | Mandáty | Pozice |
| Volby | Počet          | %              | Počet   | ±       | Pozice |
| ----- | -------------- | -------------- | ------- | ------- | ------ |
| 19961 | neúčastnila se | neúčastnila se | 0/200   | ▼3      | –      |
| 1998  | 67 143         | 1,1            | 0/200   | ▬       | –      |
| 2002  | 112 929        | 2,4            | 0/200   | ▬       | –      |
| 2006  | 336 487        | 6,3            | 6/200   | ▲6      | Vláda  |
| 2010  | 127 831        | 2,4            | 0/200   | ▼6      | –      |
| 2013  | 159 025        | 3,2            | 0/200   | ▬       | –      |
| 2017  | 74 335         | 1,5            | 0/200   | ▬       | –      |
| 2021  | 53 343         | 1              | 0/200   | ▬       | –      |

1 Před volbami 1996 tehdejší vedení strany nezaplatilo volební kauci, a proto se Strana zelených voleb neúčastnila.

Výsledky Zelených ve volbách do Poslanecké sněmovny v roce 2006.

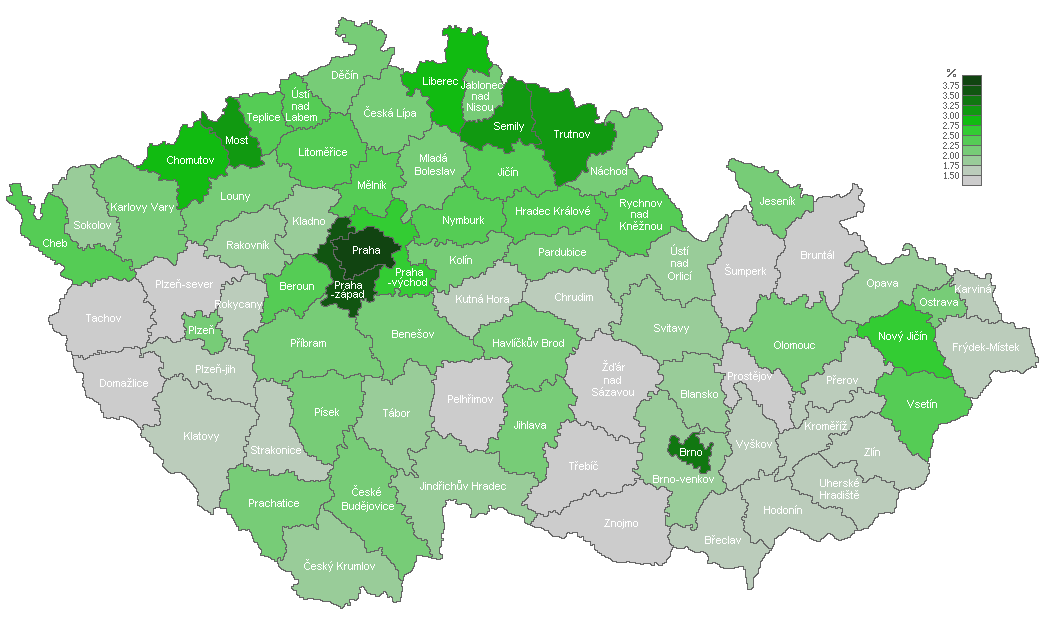
Rozložení voličské podpory Zelených ve volbách do Poslanecké sněmovny 2010

Z regionálního hlediska byla Strana zelených ve volbách roku 2006 nejúspěšnější v okrese Liberec (11,60 %, v celém kraji 9,58 %), hlavním městě Praze (9,19 %) a okrese Brno-město (8,74 %). V roce 2010 nepřesáhla pětiprocentní hranici nutnou ke vstupu do Poslanecké sněmovny (nejúspěšnější byla v Praze se ziskem 4,78 % hlasů). V předčasných volbách do Poslanecké sněmovny 2013 mírně posílila, více než pět procent hlasů získala v hlavním městě Praze (6,45 %) a v okresech Praha-západ (5,18 %) a Brno-město (5,29 %). Ve volbách do Poslanecké sněmovny 2017 se však propadla na 1,46 % a poprvé od roku 2002 tak nedosáhla na státní příspěvek. V listopadu 2016 nabídla společnou kandidátku České pirátské straně pro volby do Poslanecké sněmovny v roce 2017, tu ale Piráti odmítli. V červnu 2025 uvedli Zelení a Piráti, že celkem třicet kandidátů strany Zelených doplní kandidátní listiny Pirátské strany v celkem osmi krajích.

### Senát

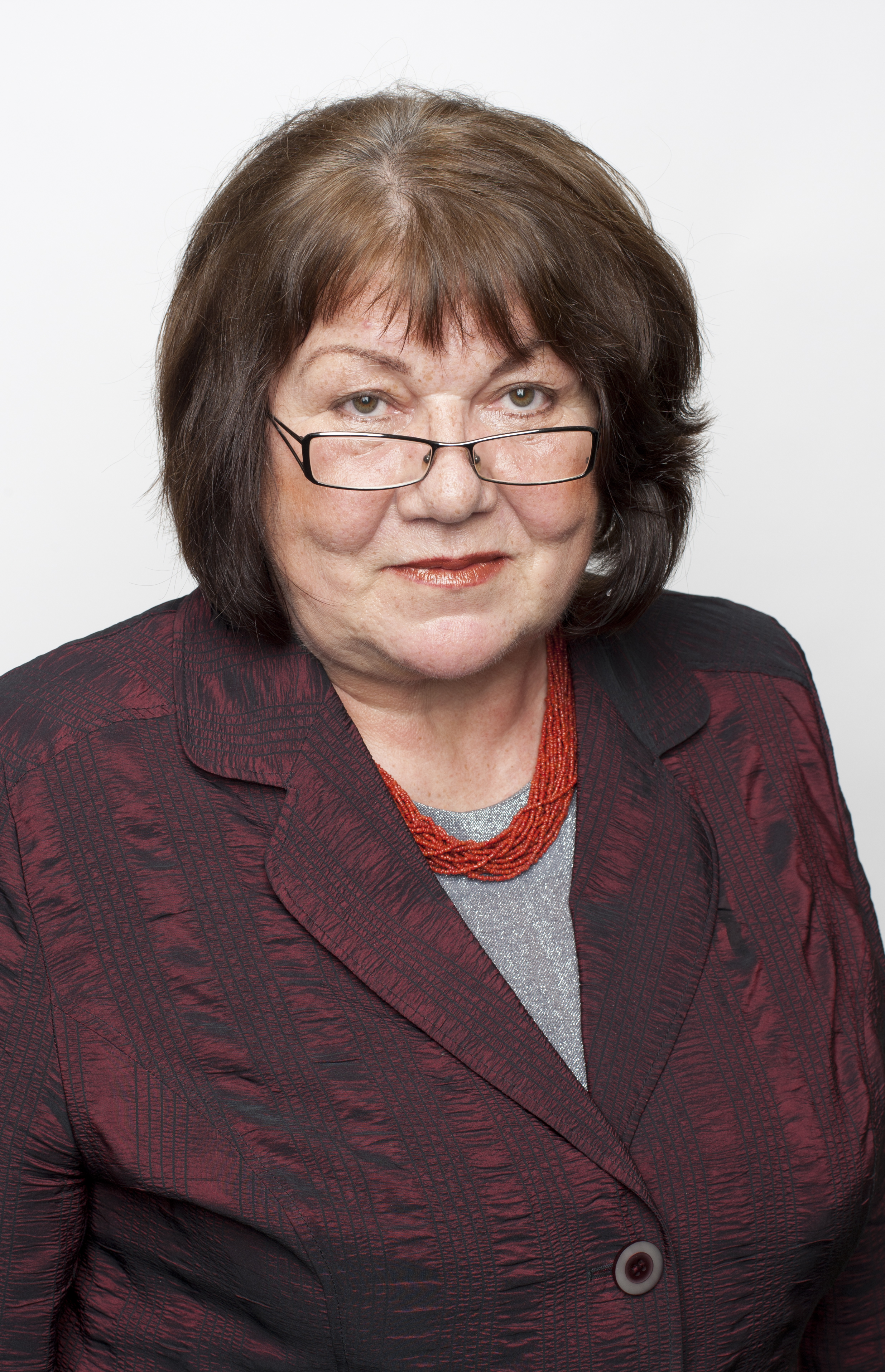
Eliška Wagnerová, senátorka zvolená za Stranu zelených v roce 2012

| Volby | První kolo | První kolo | Druhé kolo | Druhé kolo | Mandáty | V Senátu celkem | +/- |
| Volby | Hlasy      | %          | Hlasy      | %          | Mandáty | V Senátu celkem | +/- |
| ----- | ---------- | ---------- | ---------- | ---------- | ------- | --------------- | --- |
| 19961 | 21 146     | 0,8        |            |            | 0/81    | 0/81            | ▬0  |
| 1998  | 7 803      | 0,8        |            |            | 0/27    | 0/81            | ▬0  |
| 2000  | 850        | 0,1        |            |            | 0/27    | 0/81            | ▬0  |
| 2002  | 2 639      | 0,4        |            |            | 0/27    | 0/81            | ▬0  |
| 2004  | 7 137      | 1,0        | 13 296     | 2,8        | 1/27    | 1/81            | ▲1  |
| 2006  | 50 508     | 4,7        | 8 044      | 1,4        | 0/27    | 1/81            | ▬0  |
| 20072 | 1 101      | 10,1       |            |            | 0/1     | 1/81            | ▬0  |
| 2008  | 41 836     | 4,0        |            |            | 0/27    | 1/81            | ▬0  |
| 2010  | 10 473     | 0,9        |            |            | 0/27    | 0/81            | ▼1  |
| 2012  | 18 391     | 2,1        | 10 756     | 2,1        | 1/27    | 1/81            | ▲1  |
| 20143 | 2 092      | 15,8       | 4 664      | 50,9       | 1/1     | 2/81            | ▲1  |
| 2014  | 37 078     | 3,6        | 22 275     | 4,7        | 2/27    | 4/81            | ▲2  |
| 2016  | 18 798     | 2,1        | 12 565     | 3,0        | 1/27    | 4/81            | ▬0  |
| 2018  | 1 818      | 0,2        |            |            | 0/27    | 3/81            | ▼1  |
| 2020  | 11 315     | 1,1        | 8 085      | 1,8        | 0/27    | 1/81            | ▼2  |
| 2022  | 8 828      | 0,8        |            |            | 0/27    | 0/81            | ▼1  |
| 2024  | 6 472      | 0,8        |            |            | 0/27    | 0/81            | ▬0  |

1 V roce 1996 byl zvolen celý Senát, pouze třetina ale na plných 6 let.

2 Doplňovací volby v obvodě Chomutov.

3 Doplňovací volby v obvodě Praha 10.

V roce 2004 byl zvolen za obvod 25 Praha 10 nezávislý kandidát Strany zelených Jaromír Štětina. Ten však byl v dalších senátních volbách 2010 znovu zvolen už za TOP 09.
V doplňovacích volbách za obvod č. 30 Kladno v roce 2011 Strana zelených podporovala kandidáta České strany sociálně demokratické Jiřího Dienstbiera ml., který mandát skutečně získal.
V senátních volbách 2012 byla za samostatně kandidující Stranu zelených do Senátu ve volebním obvodu č. 59 Brno-město zvolena Eliška Wagnerová, za koalici KDU-ČSL, Zelených a Pirátů byl ve volebním obvodu č. 26 Praha 2 zvolen Libor Michálek (oba nestraníci).
V doplňovacích volbách ve volebním obvodu č. 22 Praha 10, které se konaly v září 2014, byla na uprázdněné místo po Jaromíru Štětinovi zvolena za koalici Zelených a ČSSD Ivana Cabrnochová (členka Zelených). V řádných volbách do třetiny Senátu, které se konaly o měsíc později, byli zvoleni Václav Hampl, Václav Láska a Jitka Seitlová, všichni tři nestraníci za koalici KDU-ČSL a Zelené.
V senátních volbách 2016 kandidovaly za Stranu zelených nebo koalice s její účastí osobnosti ve 14 z 27 volebních obvodů. Zvoleni byli Petr Orel v obvodu č. 67 Nový Jičín a Ladislav Kos v obvodu č. 19 Praha 11. Ve volebním obvodu č. 22 Praha 10 však Ivana Cabrnochová neobhájila mandát získaný přede dvěma roky v doplňovacích volbách, počet zástupců Strany zelených v horní parlamentní komoře se tak oproti stavu před volbami zvedl o jeden mandát.
V senátních volbách 2022 neobhájil člen Strany zelených Petr Orel mandát v senátním obvodě č. 67 - Nový Jičín a Zelení tak ztratili parlamentní zastoupení.

### Evropský parlament
Ve volbách do evropského parlamentu v roce 2014 vedl Zelené Ondřej Liška coby předseda strany. Hlavním mottem Zelených bylo „Česko dopředu“. Body tehdejšího programu bylo např. postupné uskutečnění vize jednotné a energeticky soběstačné Evropy, strana chtěla v EP mj. podpořit evropské programy na zateplování budov a další energetické úspory a v programu pro evropské volby odmítla možnost dotací pro nové jaderné reaktory.
| Volby | Hlasy                    | Hlasy                    | Mandáty | Mandáty |
| Volby | Počet                    | %                        | Počet   | ±       |
| ----- | ------------------------ | ------------------------ | ------- | ------- |
| 2004  | 73 932                   | 3,2                      | 0/24    |         |
| 2009  | 48 621                   | 2,1                      | 0/22    | ▬       |
| 2014  | 57 240                   | 3,8                      | 0/21    | ▬       |
| 2019  | Společně s TOP 09 a STAN | Společně s TOP 09 a STAN | 0/21    | ▬       |
| 2024  | 46 127                   | 1,55                     | 0/21    | ▬       |

### Zastupitelstva krajů
| Volby | Hlasy1                         | Hlasy1                         | Mandáty | Mandáty |
| Volby | Počet                          | %                              | Počet   | ±       |
| ----- | ------------------------------ | ------------------------------ | ------- | ------- |
| 2000  | 13 577                         | 0,6                            | 0/675   |         |
| 2004  | Jen na koaličních kandidátkách | Jen na koaličních kandidátkách | 2/675   | ▲2      |
| 2008  | 92 057                         | 3,2                            | 0/675   | ▼2      |
| 2012  | 46 401                         | 1,8                            | 9/675   | ▲9      |
| 2016  | 4 417                          | 0,2                            | 5/675   | ▼4      |
| 20202 | 4 868                          | 0,2                            | 7/675   | ▲2      |
| 2024  | Jen na koaličních kandidátkách | Jen na koaličních kandidátkách | 0/685   | ▼7      |

1 Zahrnuje hlasy jen pro samostatné kandidátky.
2 Zahrnuje dodatečný mandát Martina Hanouska v Královéhradeckém kraji, který získal z náhradnické pozice v roce 2021.
V roce 2004 kandidovala SZ v Jihomoravském kraji, kde postavila s Liberální reformní stranou společnou kandidátku Zelená pro Moravu. Ta získala 5,08 % hlasů a tři křesla. Podle počtu preferenčních hlasů byli zvoleni: nestraník Mojmír Vlašín navržený SZ z 16. místa kandidátky, členka SZ a starostka MČ Brno-Nový Lískovec Jana Drápalová z 22. a volební lídr Jiří Löw, nestraník navržený LiRA.
V krajských volbách 17. a 18. října 2008 utrpěla strana porážku, navzdory optimistickým očekáváním předsedy Bursíka, který předpokládal nárůst počtu zastupitelů o stovky procent. Jeho názor podporovala i většina průzkumů veřejného mínění, které přisuzovaly Zeleným zisk od 7 do 9 %. Ve skutečnosti strana zcela propadla a nezískala zastoupení v žádném kraji.
Ve volbách 12. a 13. října 2012 Strana zelených postavila kandidátní listiny ve všech krajích. V pěti krajích kandidovala v koalicích: v Karlovarském jako KOALICE PRO KARLOVARSKÝ KRAJ (KDU-ČSL + SZ + O co jim jde?), v Ústeckém jako Hnutí PRO!kraj (KDU-ČSL + SZ + HRM), v Libereckém jako Změna pro Liberecký kraj (SZ + Změna), v Královéhradeckém jako Změna pro Královéhradecký kraj (SZ + Změna), v Olomouckém kraji jako Koalice pro Olomoucký kraj společně se starosty (KDU-ČSL + SZ). Ve zbývajících osmi krajích kandidovala Strana zelených samostatně pod svým názvem.
Nejlepšího výsledku dosáhla strana v Libereckém kraji, kde koalice získala 16,85 % hlasů a celkem 10 křesel v krajském zastupitelstvu (z toho 5 členové nominovaní SZ). Druhého nejlepšího výsledku dosáhla v Olomouckém kraji, kde koalici volilo 11 % voličů, avšak zde všech 8 mandátů připadlo KDU-ČSL, neboť její silná voličská základna „vykroužkovala“ křesťanskodemokratické kandidáty před kandidáty SZ. Třetí nejlepší výsledek Zelení zaznamenali v rámci Hnutí PRO!kraj na Labskoústecku, kde je volilo 8,15 % voličů. Koalice zde získala 6 mandátů, z toho 4 pro kandidáty nominované Stranou zelených. Tuto kandidátku vedl bývalý poslanec za Stranu zelených Přemysl Rabas. Jen těsně nedosáhli Zelení na křesla zastupitelů v Karlovarském kraji, kde jejich koalice získala 4,66 % hlasů. (I v případě překonání 5 % klauzule by však zřejmě kvůli preferenčním hlasům SZ žádný mandát nezískala – její nejúspěšnější kandidát Petr Němec by skončil až na 6. místě.) Podobně dopadla strana v Královéhradeckém kraji, kde koaliční uskupení získalo 4,09 % platných hlasů. Nejlepšího výsledku jako samostatně kandidující strana dosáhla SZ v Jihomoravském kraji, kde získala 3,68 % platných hlasů, následována kraji Moravskoslezským (2,79 %), Středočeským (2,59 %), Plzeňským (2,09 %), Vysočinou (2,04 %), Jihočeským (1,67 %), Pardubickým (1,66 %) a Zlínským (1,57 %).
V roce 2016 kandidovala Strana zelených většinou v koalicích, pouze v Karlovarském a Jihočeském kraji samostatně. Ve Zlínském, Královéhradeckém, Ústeckém a Jihomoravském šlo o dvojkoalice s Českou pirátskou stranou, v Pardubickém kraji kandidovala SZ v trojkoalici s Piráty a hnutím Změna (Pro otevřený kraj – Piráti, Zelení, Změna), v Libereckém kraji v dvojkoalici s hnutím Změna (Změna pro Liberecký kraj), v Olomouckém (Koalice pro Olomoucký kraj společně se starosty) a Plzeňském kraji v dvojkoalici s KDU-ČSL (Koalice pro Plzeňský kraj), v kraji Vysočina v dvojkoalici s TOP 09 (Žijeme Vysočinou - TOP 09 a Zelení), ve Středočeském kraji usilovala o krajské mandáty v trojkoalici s KDU-ČSL a SNK ED (Spolu pro kraj) a v Moravskoslezském kraji v dvojkoalici s SNK ED (Koalice pro Region). Krajské zastupitele měli Zelení po volbách 2016 v Jihomoravském kraji, Libereckém kraji a Královéhradeckém kraji.
V roce 2020 kandidovali členové a členky Zelených v Moravskoslezském kraji společně s hnutím Starostové a nezávislí a hnutím Nezávislí, ve Středočeském kraji v koalici s TOP 09 a hnutím Hlas, v Libereckém kraji vedli kandidátní listinu Pro Krajinu. V Jihomoravském kraji kandidovali společně s TOP 09, Hnutím Idealisté, Moravským zemským hnutím a Liberálně ekologickou stranou jako Spolu pro Moravu. V Královéhradeckém kraji utvořili koalici s ČSSD pod názvem SPOLU PRO KRAJ – Osobnosti kraje, ČSSD a Zelení, v Plzeňském kraji kandidovali jako součást uskupení STAROSTOVÉ (STAN) s JOSEFEM BERNARDEM a podporou Zelených, PRO PLZEŇ a Idealistů. V Ústeckém kraji byli součástí koalice Spojenci pro kraj tvořené kromě Zelených také TOP 09, JsmePRO!, Liberálně ekologickou stranou a SNK ED a v Olomouckém kraji kandidovali jako Spojenci – Koalice pro Olomoucký kraj (KDU-ČSL, TOP 09, Strana zelených, ProOlomouc). Ve Zlínském kraji kandidovali členové Zelených na kandidátce ČSSD a v Jihočeském, Karlovarském, Pardubickém kraji a na Vysočině kandidovali Zelení samostatně. Celkem získala Strana zelených ve volbách 7 krajských zastupitelů, o dva více než ve volbách v roce 2016. V Olomouckém kraji tak má nově dva zastupitele, v Jihomoravském, Středočeském, Plzeňském, Ústeckém a Zlínském kraji po jednom zastupiteli. Koaliční kandidátka v Královéhradeckém kraji rovněž uspěla, avšak mandáty získali pouze kandidáti ČSSD. Po úmrtí Pavla Hečka (ČSSD) se však z pozice prvního náhradníka stal zastupitelem Královéhradeckého kraje Martin Hanousek a Zelení tak získali osmého krajského zastupitele.

### Komunální volby
- 2006 – 446 zastupitelů (0,71 %, s odstupem 7. místo), 5,3 % hlasů, v přepočtu na voliče cca 4,1 %;[139] úspěch v Brně, kde se Martin Ander stal náměstkem primátora.

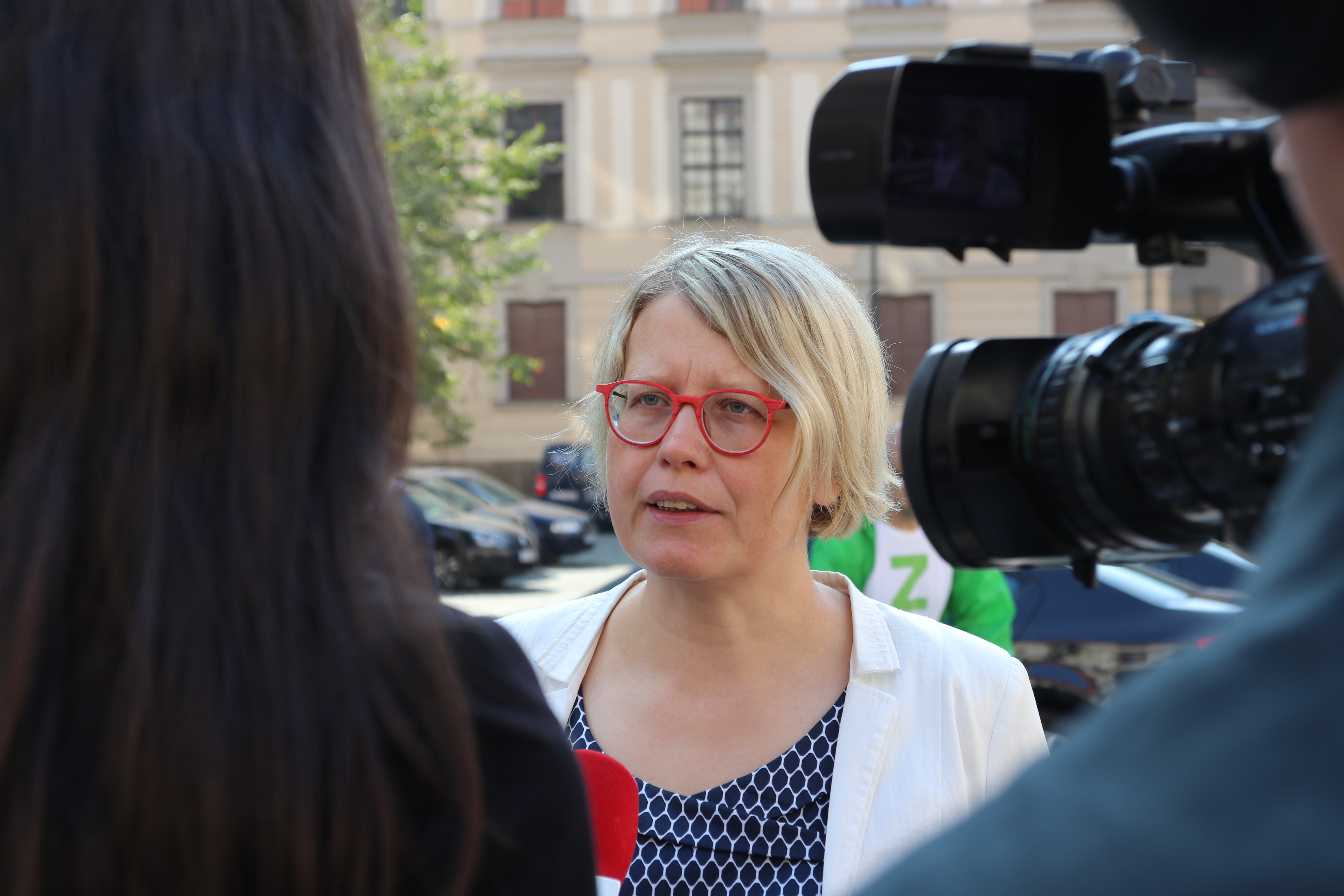
Petra Kolínská mezi roky 2016 až 2018 působila jako náměstkyně primátorky hl. m. Prahy pro oblast územního rozvoje

- 2010 – 323 zastupitelů.[140]

V komunálních volbách v roce 2014 se Strana zelených ve volbách do pražského magistrátu i několika městských částí rozhodla pro předvolební koalici s KDU-ČSL a Starostové a nezávislí.
- 2014 – 265 zastupitelů a zastupitelek, např. v Hlavním městě Praze (Petr Štěpánek, Petra Kolínská), Brně (Martin Ander, Jasna Flamiková), Ústí nad Labem, Liberec, Nový Jičín, Opava (Pavla Brady), Olomouc, Vsetín.
- 2018 – 224 zastupitelů a zastupitelek[141], z toho starostové či primátoři za Zelené byli zvoleni v obcích a městech[141]: Boršice – Roman Jílek, Brno-Jundrov – Ivana Fajnorová, Brno-Komín – Milada Blatná, Brno-Nový Lískovec – Jana Drápalová, Horní Jiřetín – Vladimír Buřt, Mníšek pod Brdy – Magdaléna Davis, Mšeno – Martin Mach, Praha 4 – Petr Štěpánek, Praha-Zbraslav: Zuzana Vejvodová (bez p.p. za Zelené).
- 2022 – celkem 140 zastupitelek a zastupitelů, z krajských měst Zelení uspěli v Brně, Liberci, Pardubicích a Ústí nad Labem.[142] V Brně také své pozice obhájily tři zelené starostky (Milada Blatná v Komíně, Ivana Fajnorová v Jundrově a Jana Drápalová v Novém Lískovci)[143], stejně jako Vladimír Buřt v Horním Jiřetíně.[144]

## Vývoj loga strany

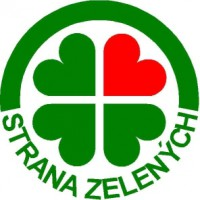
Logo před rokem 2006
Logo z roku 2006
Logo z roku 2017
Logo z roku 2021
Logo z roku 2022
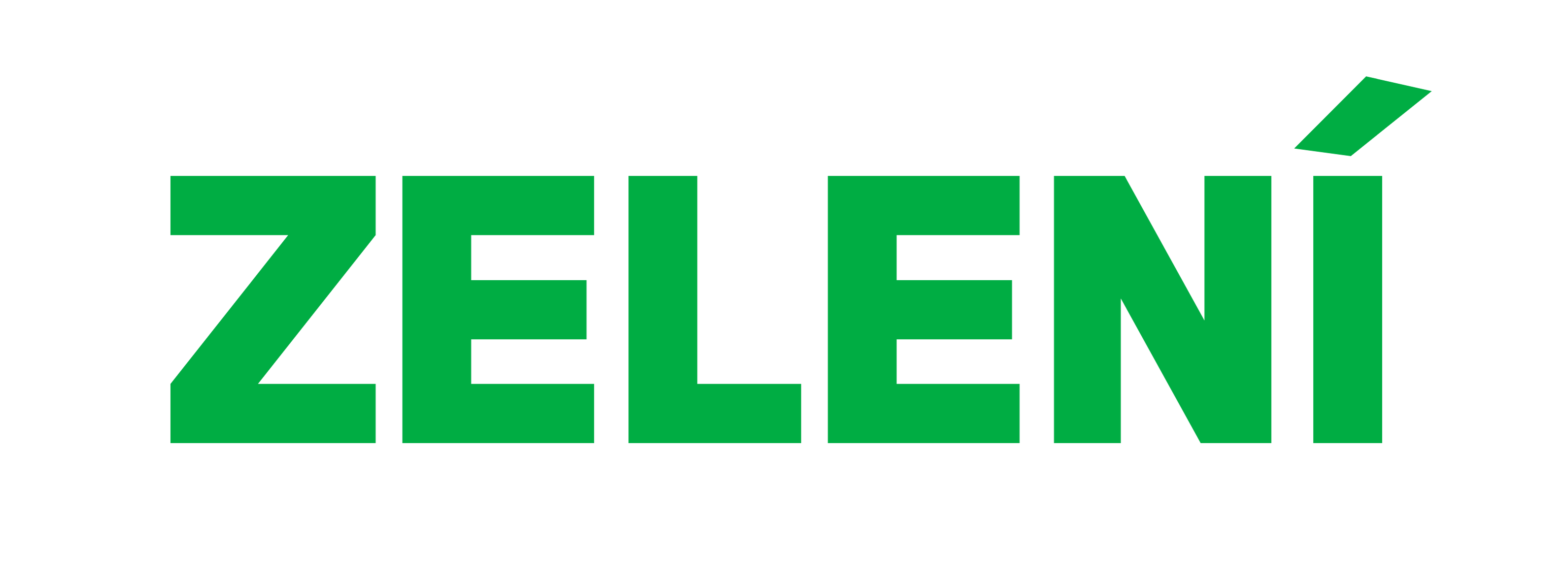
Logo z roku 2024

Původním logem Strany zelených z 90. let byl čtyřlístek vytvořený ze čtyř srdcí, z nichž tři byla zelená a jedno rudé. Po tmavozelené revoluci (nejvýrazněji ve volební kampani do Evropského parlamentu na jaře 2004) se začalo používat druhé, neformální logo – slunečnice, nejčastější námět log zelených stran v Evropě.
Autorem loga Strany zelených – celistvého zeleného čtyřlístku, používáno od parlamentních voleb v roce 2006, zeleného písma ABCGreen (klon fontu JohnSans), i souvisejícího grafického manuálu strany je přední český typograf František Štorm a jeho První střešovická písmolijna.
Od ledna 2017 strana užívala logo ve tvaru písmene Z. V roce 2021 bylo písmeno doplněno slovem Zelení. V souvislosti s invazí Ruska na Ukrajinu na jaře 2022 ruské invazní síly používaly symbol písmene Z a Strana zelených v té souvislosti čelila na sociálních sítích kritice. Od května 2022 strana užívá logo obsahující jen nápis Zelení.[zdroj?]

## Současní významní členové strany

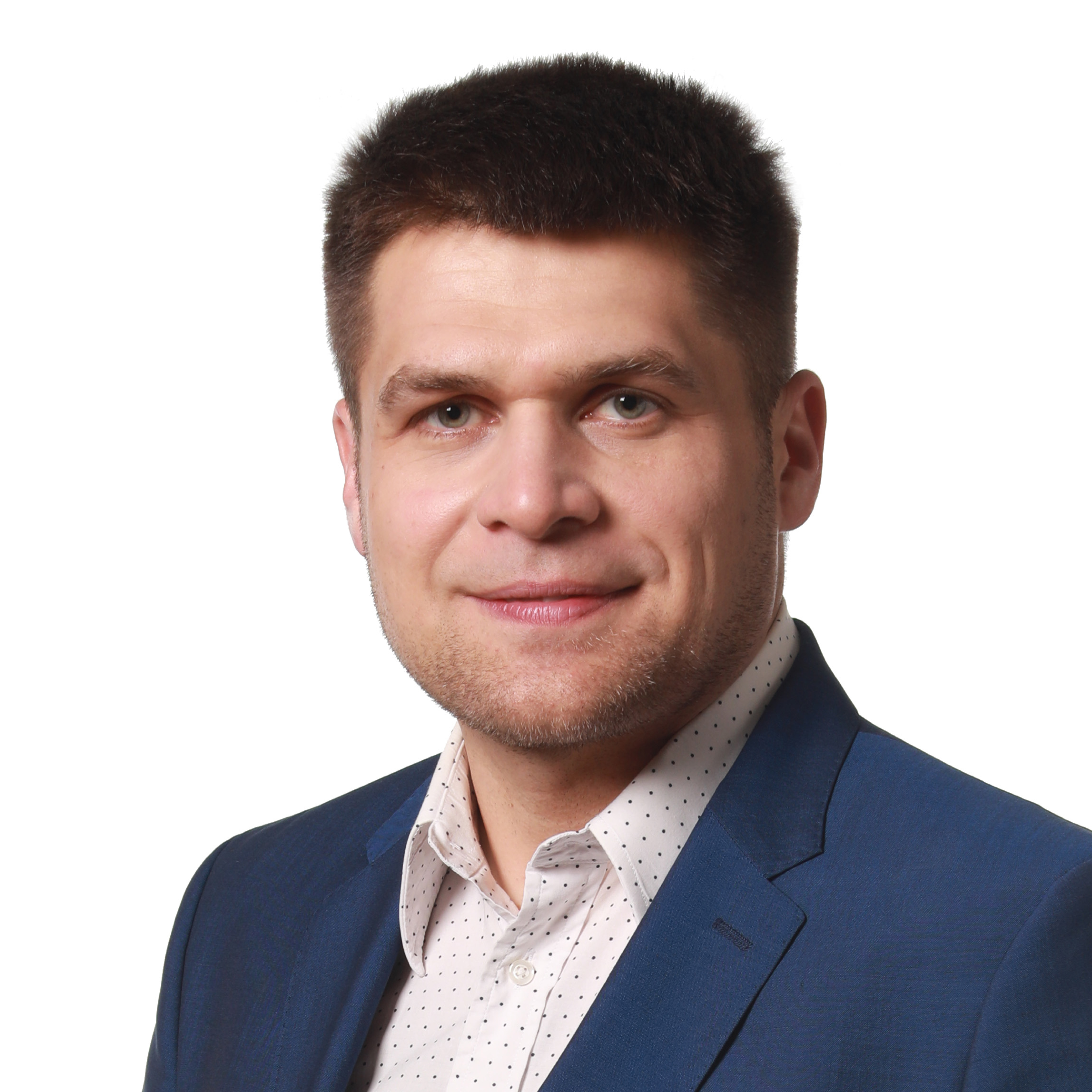
Michal Berg, spolupředseda strany (2020–2024)
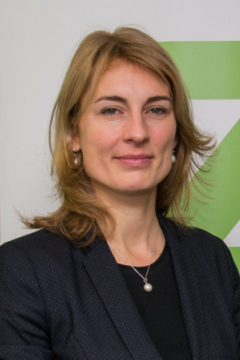
Magdaléna Davis, spolupředsedkyně strany (2020–2024), první místopředsedkyně (2018–2020), od roku 2016 zastupitelka a v letech 2018 až 2022 starostka města Mníšek pod Brdy
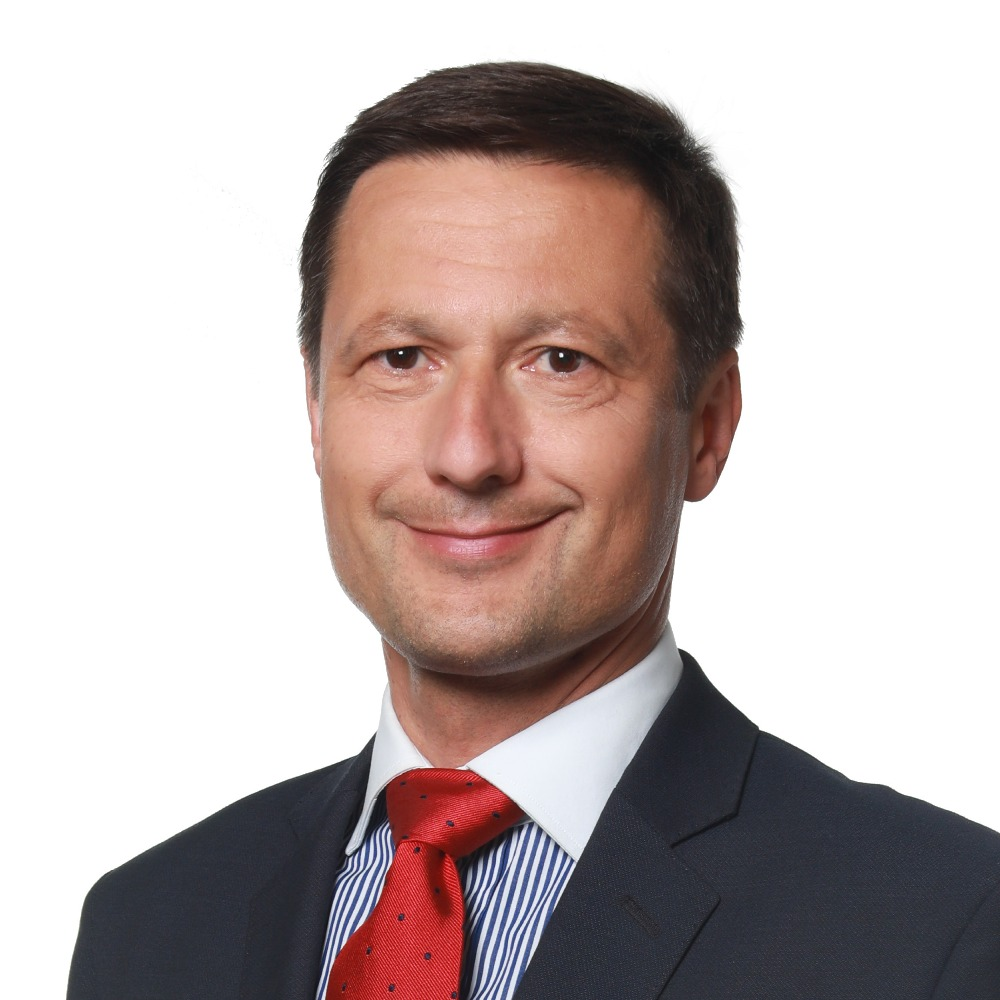
Petr Štěpánek, bývalý starosta Prahy 4 a předseda strany (2018–2020)
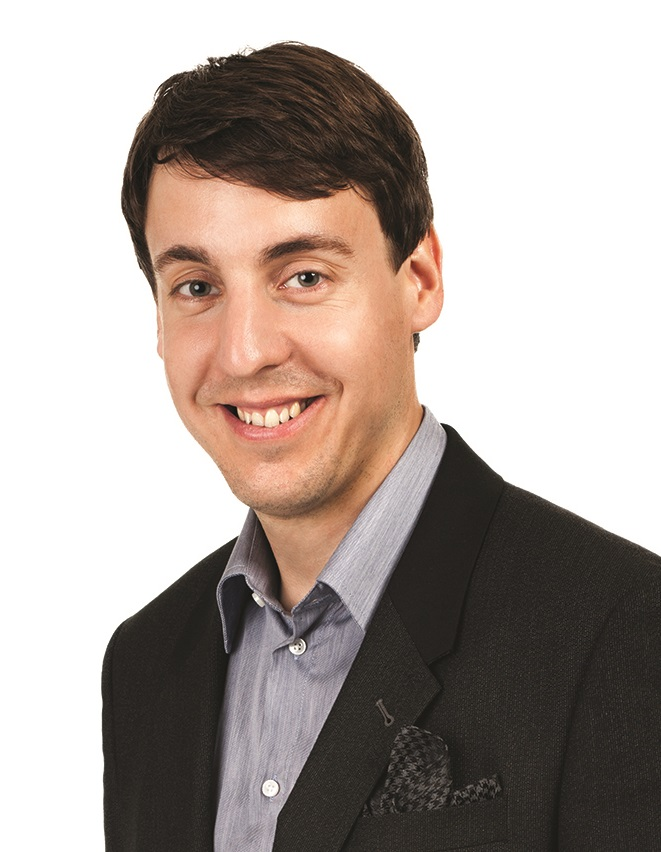
Ondřej Mirovský, kandidát na primátora Prahy za Zelené v roce 2018, radní na Praze 7
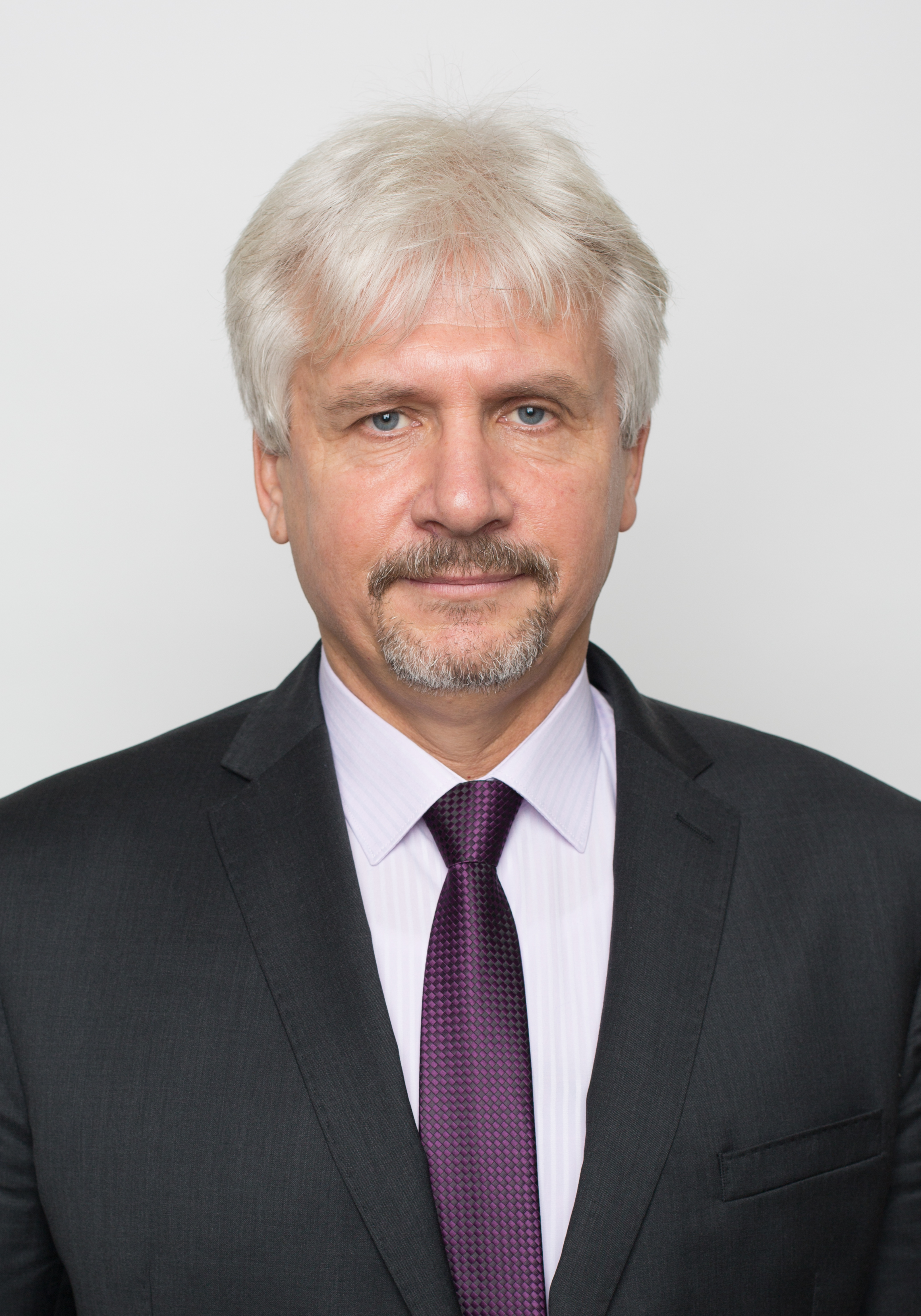
Petr Orel, bývalý senátor za Stranu zelených a KDU-ČSL s podporou dalších demokratických stran v obvodu č. 67 – Nový Jičín

## Ocenění strany
Strana zelených opakovaně vyhrává soutěž občanského sdružení Fórum 50 % Strana otevřená ženám. V roce 2013 získala místostarostka Prahy 10 Ivana Cabrnochová 2. místo v soutěži Nadějná politička roku, kterou také vyhlašuje Fórum 50 %.
Ekonomický program Zelených pro parlamentní volby v roce 2010, jehož autory byli Miroslav Zámečník a Tomáš Sedláček, byl oceněn některými ekonomickými experty.
Při volbách do poslanecké sněmovny v roce 2017 získala Strana zelených spolu s Českou pirátskou stranu nejlepší hodnocení (známka 1,1) v projektu transparentní volby Transparency International – Česká republika zaměřeného na hodnocení transparentnosti politické kampaně před volbami do Poslanecké sněmovny Parlamentu ČR. Hodnocení bylo zaměřeno mj. na zveřejňování celkových výdajů na kampaň, transparentní běžné účty vč. označení a popisu výdajů, zveřejnění informací o darech nebo informace o volebním týmu a dobrovolnících v kampani.

## Témata

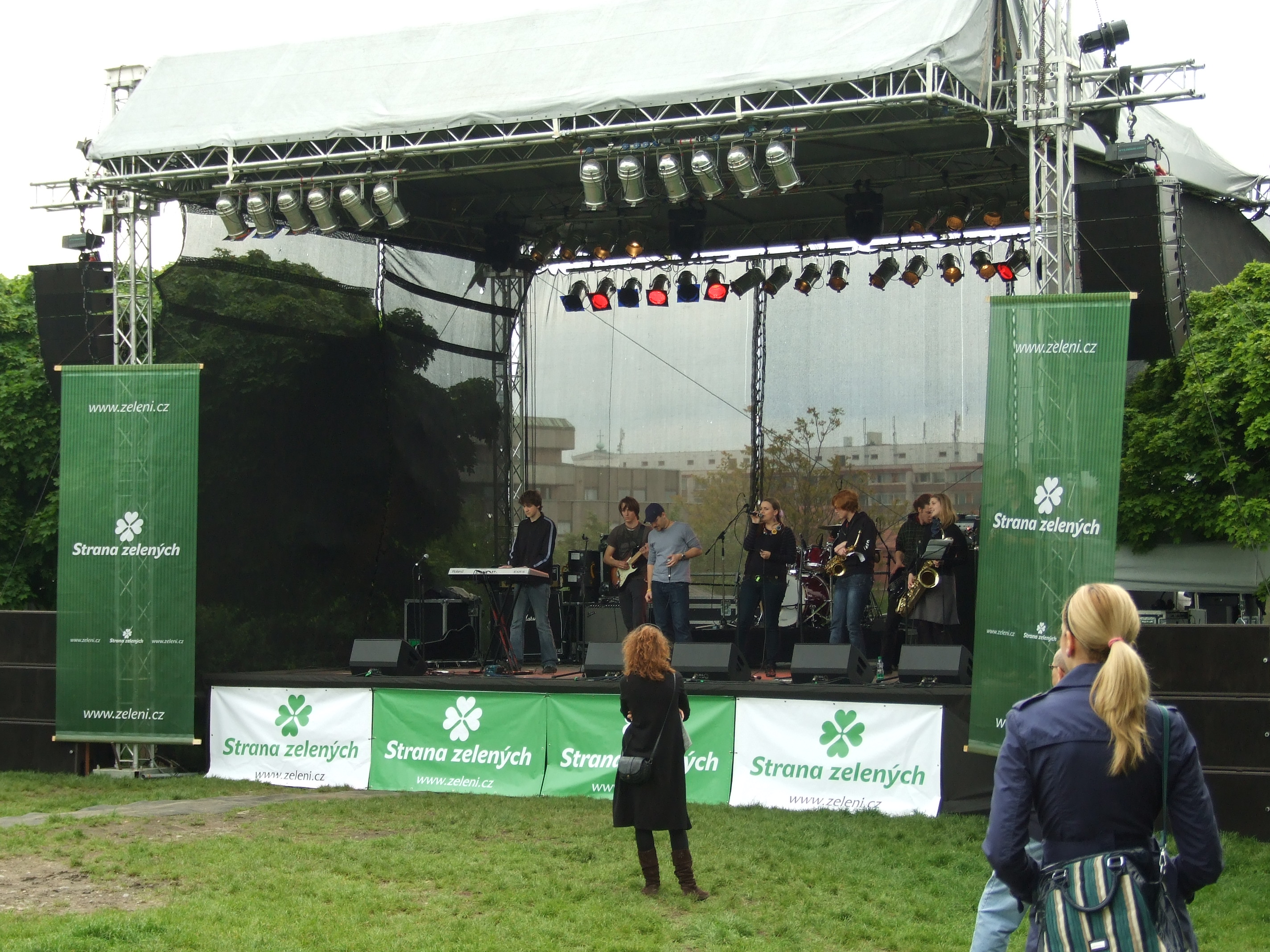
Předvolební kampaň v do voleb v Poslanecké sněmovně v květnu 2010 ve formě koncertu – „Koncert pro Zelené“ se konal v Praze na Žižkově

### Energetika
Zelení zdůrazňují nutnost přechodu na obnovitelné zdroje energie – biomasu, větrnou a sluneční energii v kombinaci se snížením spotřeby energií a jednoznačně odmítají pokračování v těžbě a spalování uhlí.
Strana deklaruje svůj odpor k výstavbě dalších jaderných elektráren, kritizuje nevyřešený problém s ukládáním vyhořelého jaderného paliva a hodlá jednak „sledovat jako střednědobý cíl vystoupení ČR z jaderné energetiky“, jednak „co nejrychleji zastavit produkci dalšího vyhořelého jaderného paliva“. Do programového prohlášení druhé vlády Mirka Topolánka SZ v roce 2007 prosadila závazek, že vláda v Česku nebude připravovat stavbu dalších jaderných bloků.
Zároveň podle SZ „přechodnou roli k energetické budoucnosti obnovitelných zdrojů bude hrát zemní plyn“, což je rovněž kritizováno vzhledem k nutnosti dovážení zemního plynu z nespolehlivých a politicky nestabilních zemí a z toho plynoucích rizik. Na druhou stranu jaderné palivo do českých jaderných elektráren se odebírá od ruské společnosti TVEL.
Kritici těchto plánů však zdůrazňují, že v Česku jako vnitrozemském státu jsou možnosti využití obnovitelných zdrojů omezené, nehledě na jejich další současné nevýhody (nevyvážená výroba zejména u větrné a sluneční energie, nemožnost pokrýt celou nebo aspoň podstatnou část spotřeby energie). Strana (a s ní spojovaná sdružení) je často kritizována také kvůli odporu proti jaderné energii. Tyto programové body jsou považovány některými lidmi za ideologické a iracionální, neboť jaderná energetika má v Česku významný podíl na výrobě i spotřebě elektřiny (31 % a 47 %), přičemž bude v nejbližší době nutné rozhodnout o náhradě především tepelných (uhelných) elektráren, které dosluhují.

### Snížení věkové hranice pro volební právo
Strana zelených ve svém volebním programu mj. prosazuje snížení věkové hranice pro volební právo na 16 let. Tento cíl byl často citován v médiích ve volební kampani, ale nesetkal se po vstupu Strany zelených do vlády s širší podporou a téma nadlouho utichlo. 4. září 2008 tehdejší ministryně Džamila Stehlíková oznámila, že chce otevřít diskusi o snížení věkové hranice na 16 let pro komunální volby.